# Arquitectura estalinista

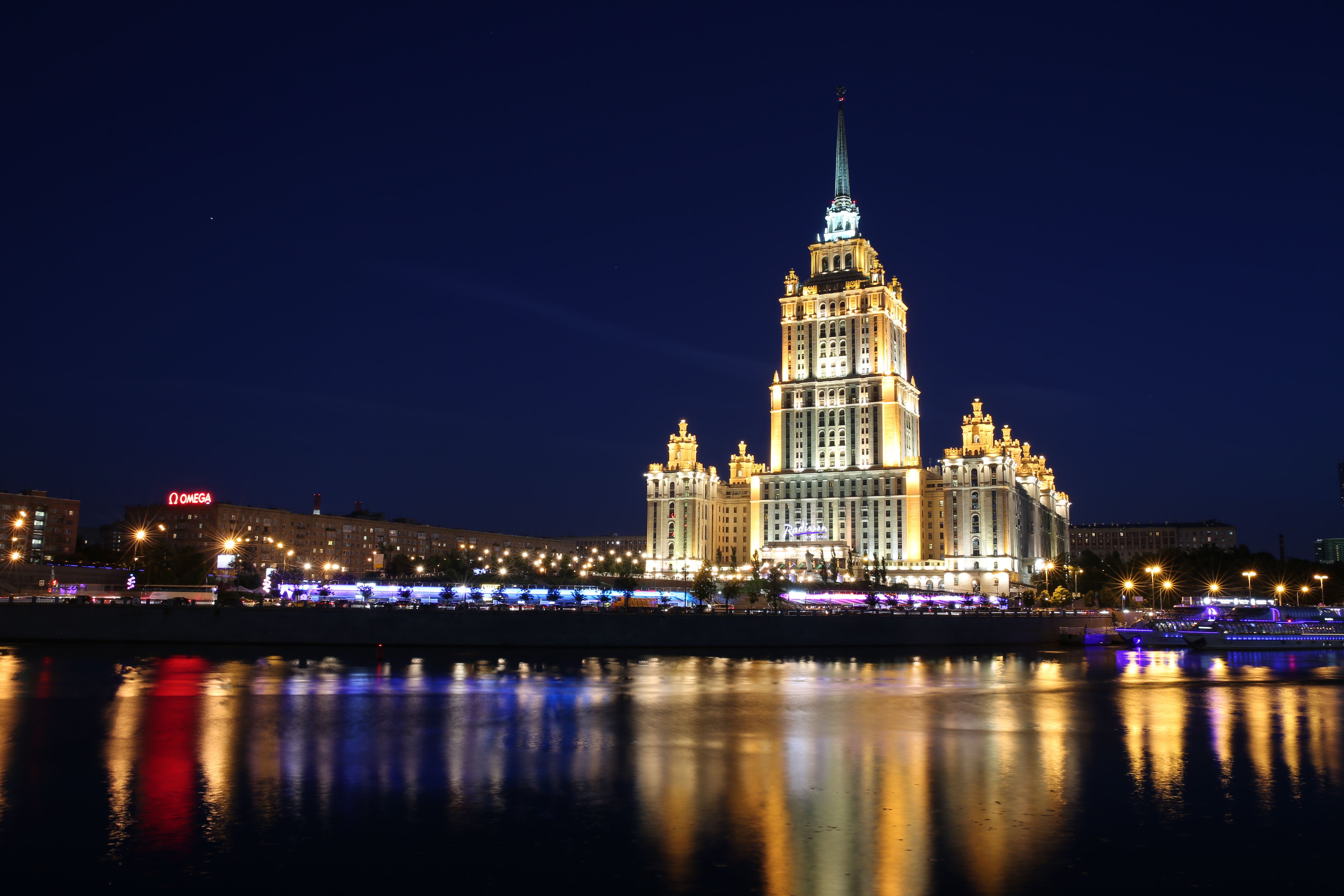
El Hotel Ucrania en Moscú, parte del proyecto de los Rascacielos de Stalin.

La arquitectura estalinista (en ruso: ‘сталинский ампир’, lit. 'estilo imperio'  o ‘сталинский неоренессанс’, lit. 'Neorrenacimiento estalinista'), también conocida como gótico estalinista, o clasicismo socialista, corresponde a la arquitectura de la Unión Soviética bajo la dirección de Iósif Stalin, entre 1933, cuando se aprobó oficialmente el proyecto de Borís Iofán para el Palacio de los Soviets, y 1955, cuando Nikita Jrushchov condenó los «excesos» de las últimas décadas y disolvió la Academia Soviética de Arquitectura. La arquitectura estalinista se asocia con el realismo socialista, una escuela de arte y arquitectura.

## Características

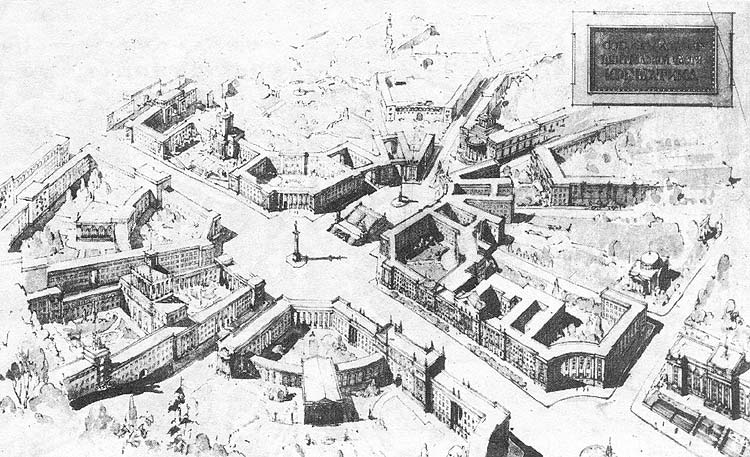
Uno de los 22 proyectos rechazados para la reconstrucción de Kiev.

Como parte de la política soviética de racionalización del país, todas las ciudades fueron construidas de acuerdo a un plan general de desarrollo. Cada una fue dividida en distritos, basando las divisiones en la geografía de la ciudad. Los proyectos serían diseñados para distritos enteros, transformando visiblemente la imagen arquitectónica de cada ciudad.
La relación del Estado con los arquitectos resultaría ser una de las características más importantes de ese tiempo. El mismo edificio podría ser declarado una blasfemia formalista y luego recibir el mayor al año siguiente, como a Iván Zholtovsky con un auténtico estilo neorrenacentista, Iván Fomín con su renacimiento neoclásico y art déco adaptada luego por Alekséi Dushkin y Vladímir Shchukó, coexistido con imitaciones y eclécticos que se convirtieron en la característica de la época.

### Tecnología

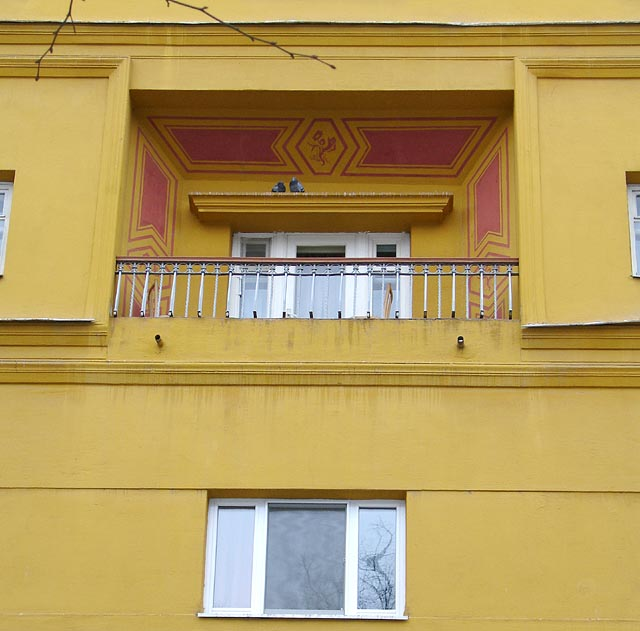
Estuco húmedo sobre albañilería. Primigenio bloque de élite, Lagunas del Patriarca, Moscú. Adaptación del Art deco, por Vladímir Vladímirov.

Un sanatorio en Sarátov, usual aplicación provincial del estilo estalinista.

En términos de los métodos de construcción, la mayoría de las estructuras, no tienen paredes de estuco, son simples ladrillos de mampostería. Las excepciones fueron los edificios de tamaño medio de Andréi Búrov que estaban construidos con bloques de hormigón prefabricados (tales como el edificio Lace, 1939-1941) y los edificios grandes como las Siete Hermanas que hicieron necesaria la utilización de hormigón. La mampostería naturalmente requiere de ventanas estrechas, lo que deja un área de pared grande para ser decorada. Los acabados de terracota a prueba de fuego fueron introducidos durante la década de 1950. aunque esto rara vez se utiliza fuera de Moscú. La mayoría de los techos era de madera con tradicionales de vigas cubiertas con láminas metálicas.
Cerca de 1948, la tecnología de construcción había mejorado —por lo menos en Moscú— con procesos más rápidos y más baratos disponibles. Las casas también se hicieron más seguras mediante la eliminación de los techos de madera y tabiques. Los edificios estandarizados de 1948-1955 tenían la misma calidad que los clásicos estalinistas y son clasificados como tales por los agentes de bienes raíces, pero se excluyen del ámbito de la arquitectura estalinista. Ideológicamente pertenecen a la vivienda masiva, una fase intermedia antes de viviendas estándar de Jruschov conocidos como jrushchovka.

### Alcance

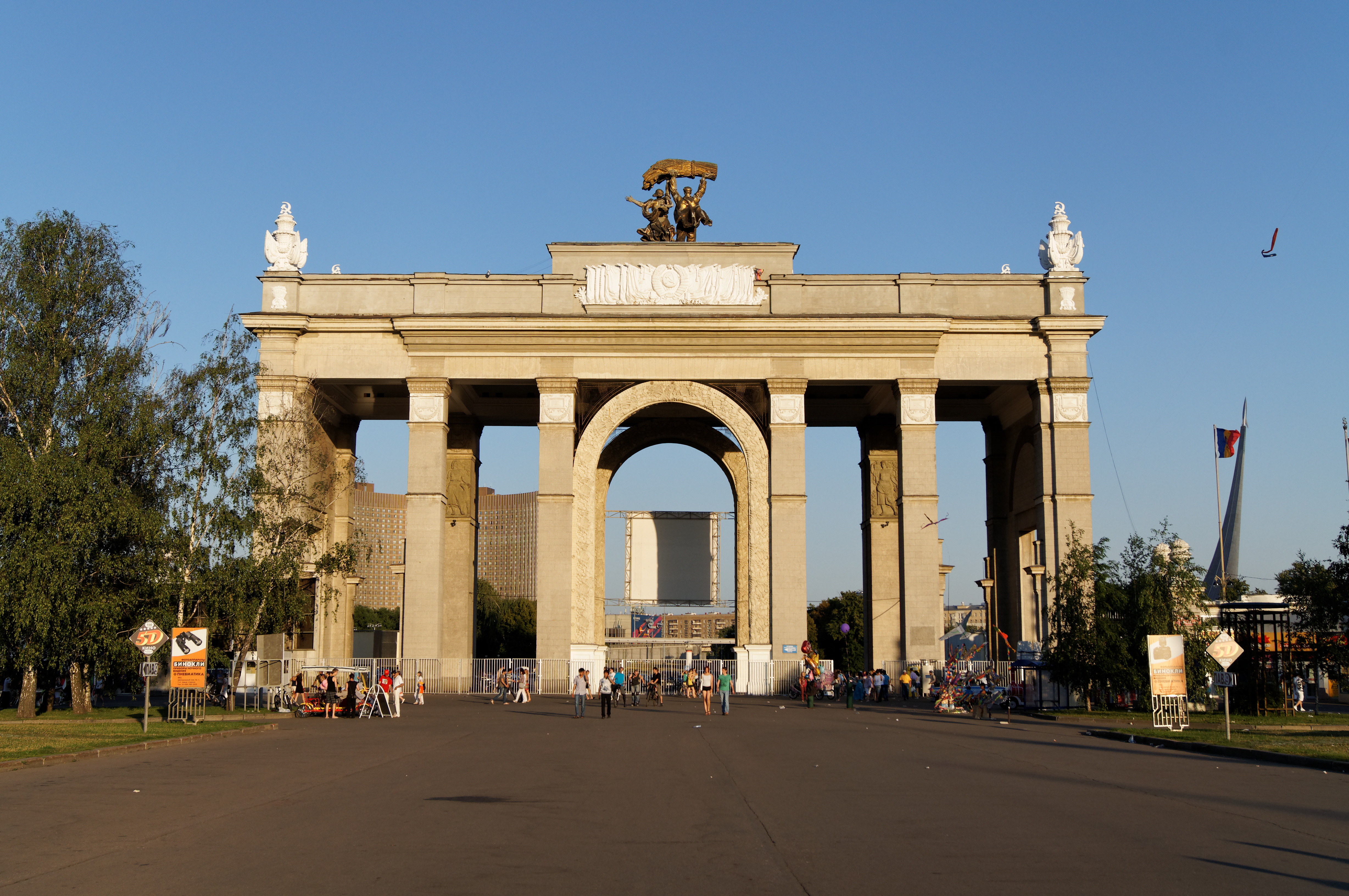
La entrada principal de la Exhibición de los Logros de la Economía Nacional, Moscú.

La arquitectura estalinista no equivale a todo lo construido durante la era de Stalin. Se basaba en mampostería, mano de obra intensiva y requiere mucho tiempo, y no podía hacerse a escala en las necesidades de la construcción de masa. Esta ineficacia acabó en gran medida con la arquitectura estalinista, y dio lugar a métodos de construcción masiva que comenzó mientras que Stalin estaba aún vivo.
Aunque Stalin rechazó el constructivismo, la terminación de los edificios constructivistas se extendido a través de los años 1930. La construcción industrial, aprobada por Albert Kahn y más tarde bajo la supervisión de Víktor Aleksándrovich Vesnín, fue influenciado por las ideas modernistas. No era tan importante para los planes urbanísticos de Stalin, por lo que la mayoría de los edificios industriales (excluidos los megaproyectos como el Canal de Moscú) no forman parte de la arquitectura estalinista. Incluso la primera etapa del Metro de Moscú, realizadas durante 1935, no fue examinado por Stalin, y así incluyó influencia constructivista sustancial.
Por lo tanto, el ámbito de la arquitectura estalinista se limita generalmente a los edificios públicos y residenciales urbanos de buena y media calidad, con exclusión de la vivienda popular, y seleccionados de infraestructura proyectos como el Canal de Moscú, el Canal Volga-Don y las últimas etapas del Metro de Moscú.

## Antecedentes (1900-1931)
Antes de 1917, la escena de la arquitectura rusa estaba dividida entre Moderno Ruso  (una interpretación local de Art Nouveau, más fuerte en Moscú), y el revival neoclásico (más fuerte en San Petersburgo). La escuela neoclásica produjo arquitectos maduros, como Alekséi Shchúsev, Iván Zholtovsky, Iván Fomín, Vladímir Shchukó y Aleksandr Tamanián. En la época de la Revolución Rusa de 1917 se establecieron los profesionales, con sus propias empresas, escuelas y seguidores. Esas personas se convertirían finalmente en ancianos arquitectos del estalinismo y produciran los mejores ejemplos de la época.
Otra escuela que comenzó después de la Revolución que hoy se conoce como arquitectura constructivista. Algunos de los constructivistas (como los hermanos Vesnin, por ejemplo, Leonid Vesnín) eran jóvenes profesionales que se habían establecido antes de 1917, mientras que otros solo habían completado su formación profesional (como Konstantín Mélnikov ) o no tenían ninguna. Se asociaron con grupos de artistas modernos para compensar la falta de experiencia con la exposición pública. Cuando comenzó la Nueva Política Económica su publicidad ocasionó numerosos  encargos arquitectónicos. La experiencia no se adquiría rápidamente, y muchos edificios constructivistas fueron justamente criticados por sus plantas irracionales, por los sobrecostos y la baja calidad de la ejecución.
Durante un breve tiempo a mediados de la década de 1920, la profesión de arquitecto operaba según la manera pasada de moda, con empresas privadas, concursos internacionales, licitaciones públicas y disputas en revistas profesionales. Los arquitectos extranjeros fueron bienvenidos, especialmente hacia el final de este período, cuando la Gran Depresión redujo sus puestos de trabajo en sus países. Entre éstos se encontraban Ernst May, Albert Kahn, Le Corbusier, Bruno Taut y Mart Stam. La diferencia entre los tradicionalistas y los constructivistas no estaba bien definida. Zholtovsky y Shchúsev contrataron modernistas como socios menores para sus proyectos. Zholtovsky contrató a Melnikov como socio menor para el amplio proyecto de viviendas para la planta de AMO (1923). Zholtovsky y Shchusev dirigieron la Exposición Agrícola de Toda Rusia en 1923, distribuyendo trabajos de construcción de los pabellones a arquitectos junior de todos los estilos y al mismo tiempo incorporaron novedades constructivistas en sus propios diseños. En 1930 Gosproektstrói se estableció como parte de la Comisión de Edificación de Vesenkha con la ayuda de Albert Kahn Inc. Se empleó a 3000 diseñadores con un presupuesto de 417 millones de rublos.[cita requerida]
La planificación urbana se desarrolló por separado. La crisis de la vivienda en las grandes ciudades y la industrialización de las zonas remotas requerían de la construcción de viviendas en masa, del desarrollo de nuevos territorios y la reconstrucción de las ciudades antiguas. Los teóricos idearon una variedad de estrategias que crearon discusiones politizadas sin mucho resultado práctico. La intervención del Estado era inminente.

## Los comienzos (1931-1933)

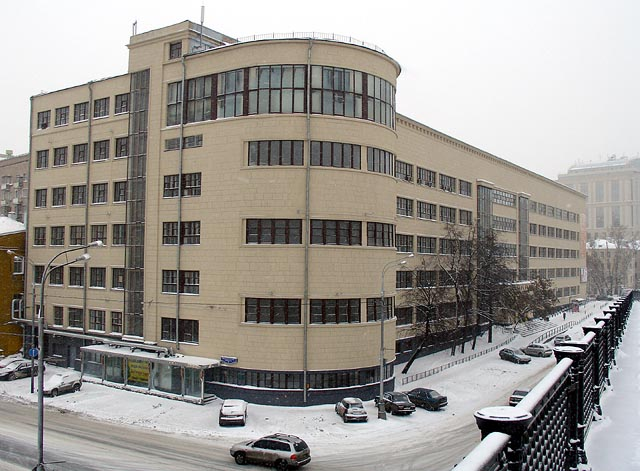
Instituto Textil (Moscú), edificio constructivista completado en 1938

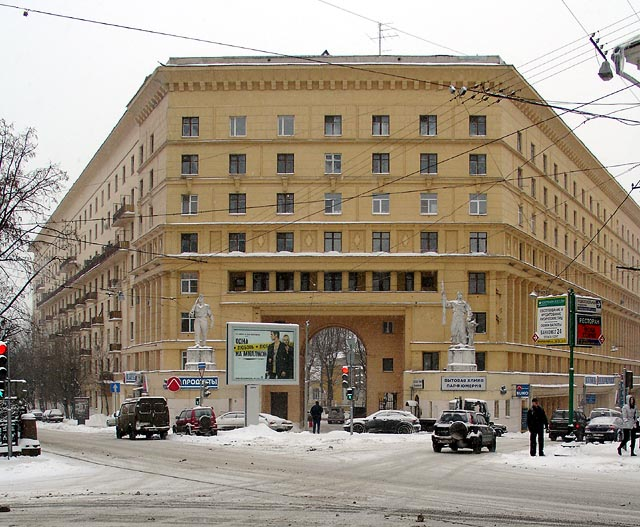
Estalinismo por un constructivista, Ilyá Gólosov: Moscú, completado en 1941

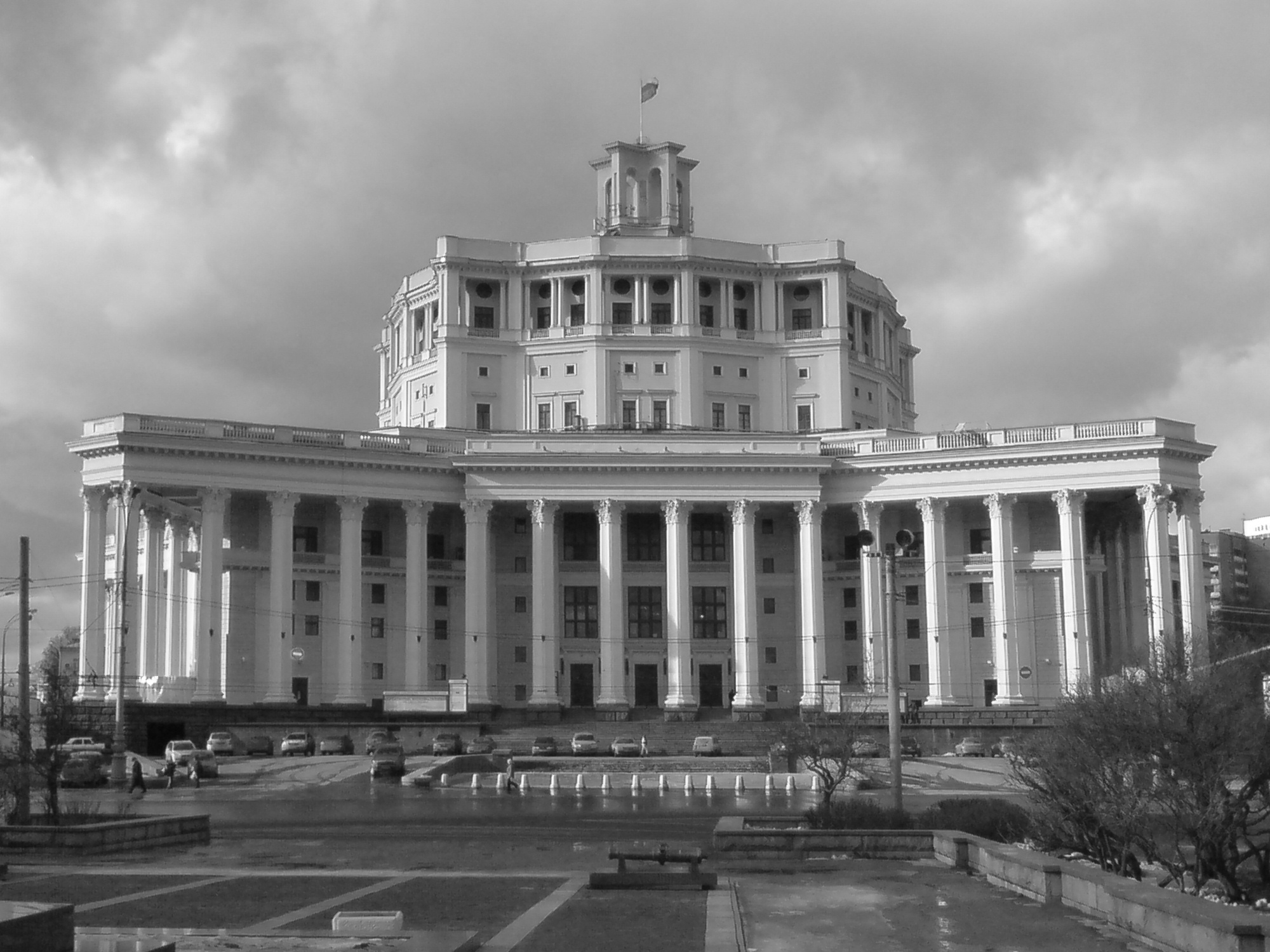
El Teatro del Ejército Rojo en Moscú, diseñado en forma de la estrella roja soviética

(Está sección se basa en la obra «Stalin and Architecture», de Dmitry Khmelnitsky; en ruso en: www.archi.ru)
Las preferencias arquitectónicas personales de Stalin y la extensión de su propia influencia siguen siendo, en su mayor parte, una cuestión de deducciones, conjeturas y evidencias anecdóticas. Los hechos, o su representación en los documentos públicos soviéticos, se refiere en gran parte al concurso del palacio de los Sóviets de 1931-1933:
- febrero de 1931: los principales arquitectos soviéticos reciben invitaciones para participar en el diseño del palacio de los Sóviets;
- junio de 1931: el Pleno del Partido autoriza tres megaproyectos: la reconstrucción de Moscú, el canal de Moscú y el metro de Moscú;
- julio de 1931: los arquitectos presentan 15 diseños para el primer concurso y se anuncia que se abrirá un segundo concurso abierto, internacional;
- febrero de 1932: el premio del segundo concurso se otorga a 3 anteproyectos (Borís Iofán, Iván Zholtovsky y Hector Hamilton); todos los diseños modernistas son rechazados;
- marzo de 1932: doce arquitectos reciben una invitación para participar en un tercer concurso;
- abril de 1932: el Partido suprime todas las asociaciones artísticas independientes; Viktor Vesnin es designado para dirigir la oficial Unión de Arquitectos Soviéticos;
- julio de 1932: cinco  arquitectos reciben una invitación para un cuarto concurso;
- agosto de 1932: Stalin (entonces en Sochi) escribe un memorándum a Kliment Voroshílov, Viacheslav Mólotov y Lazar Kaganóvich, en el que explicaba su opinión de las propuestas del concurso, seleccionó la propuesta de Iofán y propuso varios cambios específicos. Ese memorando del diseño, publicado por primera vez el año 2001, es la base de la mayoría de las conjeturas relativas a la influencia personal de Stalin;
- febrero de 1933: se termina el cuarto concurso sin anuncio de un ganador;
- mayo de 1933: aprobación pública del proyecto de Iofán;
- septiembre de 1933: todos los arquitectos de Moscú son asignados a 20 talleres Mossovet, la mayoría de ellos dirigidos por arquitectos tradicionalistas (Shchúsev, Zholtovsky, etc.).

Los arquitectos invitados a dirigir esos talleres fueron tradicionalistas —Iván Zholtovsky, Alekséi Shchúsev, Iván Fomín, Borís Iofán, Vladímir Shchukó, Nikolái Ladovski— así como también constructivistas —Ilyá Gólosov, Panteleimón Gólosov, Nikolái Kolli, Konstantín Mélnikov, Viktor Vesnin y Moiséi Guínzburg—. Esto fue el inicio de una tendencia importante que se prolongó hasta 1955: Stalin optaba por Iofán para un proyecto, pero retenía a todos los arquitectos que compitieron en su empleo. Como señaló Dmitri Jmelnitski: «La comparación con la arquitectura nazi funciona hasta cierto punto, sin embargo, hay una diferencia importante. Stalin nunca escogió a un solo arquitecto o estilo, como Hitler escogió a Speer. Ningún grupo de elite podía cantar victoria... ni constructivistas, ni tradicionalistas ... Stalin forjó su «Speer» con todo lo que pudo encontrar».

## Arquitectura de preguerra estalinista (1933-1941)

### Estalinismo inicial

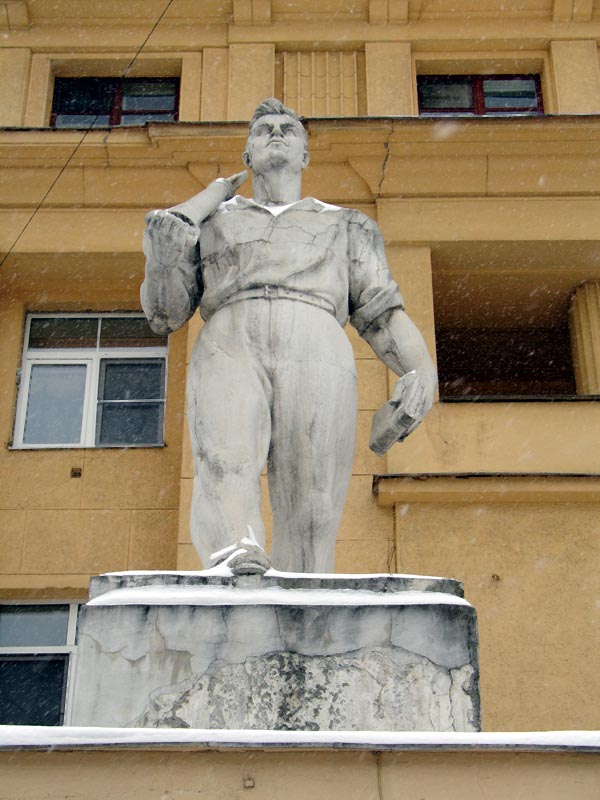
Estatua realista socialista de un trabajador frente al edificio de Ilyá Gólosov.

Los primeros años de la arquitectura estalinista se caracterizaron por la construcción de edificios individuales o, en su mayoría, por proyectos de desarrollo monobloque. La reconstrucción de vastos espacios de Moscú demostró ser mucho más difícil que arrasar los distritos históricos. Los tres edificios más importantes de Moscú de esa época están en la misma plaza, y fueron los tres construidos entre 1931 y 1935; sin embargo, cada borrador evolucionó de forma independiente, con poca atención al conjunto en general (ver imágenes fijas de películas de preguerra, 1936 1938 1939). Cada uno estableció su propio vector de desarrollo para las siguientes dos décadas.
- El edificio de la calle Mojovaya, obra de Zholtovsky, una fantasía de arquitectura renacentista italiana, fue un precursor directo de lujo exterior de posguerra (estilo "Imperio" de Stalin). Sin embargo, su tamaño es consistente con los edificios cercanos del siglo XIX.
- El Hotel Moskvá, obra de Alekséi Shchúsev. Esta línea de desarrollo fue poco frecuente en Moscú (nunca se terminó una torre en la parte superior de la Sala Chaikovski), pero se construyeron grandes edificios similares en Bakú y Kiev. Delgados arcos romanos de balcones moscovitas fueron comunes en todo el país en la década de 1930. Después de la guerra persistían en las ciudades del sur, pero desaparecieron de Moscú.
- Por último, el edificio de la STO de Arkadi Langman (más tarde del Gosplan, actualmente, Duma Estatal): una modesta pero no sombría edificación con un fuerte detallado vertical. Este estilo, una adaptación inteligente del art déco americano, requería costosos acabados de piedra y metal, por lo que tuvo una influencia limitada: la Casa de los Sóviets en Leningrado, terminada en 1941, y la calle Tverskaya, en Moscú.

Un tipo diferente de desarrollo, conocido como "estalinismo temprano" o "Postconstructivismo", se desarrolló de 1932 a 1938. Se puede rastrear como una simplificación del art déco (a través de Shchukó y Iofán) y el constructivismo nacional, que se convierte poco a poco al Neoclasicismo (Ilyá Gólosov, Vladímir Vladímirov). Estos edificios conservan las formas rectangulares simples y las grandes superficies de vidrio del constructivismo, pero están ornamentados con balcones, pórticos y columnas (generalmente rectangulares y muy ligeros). En 1938, estaba ya en desuso.

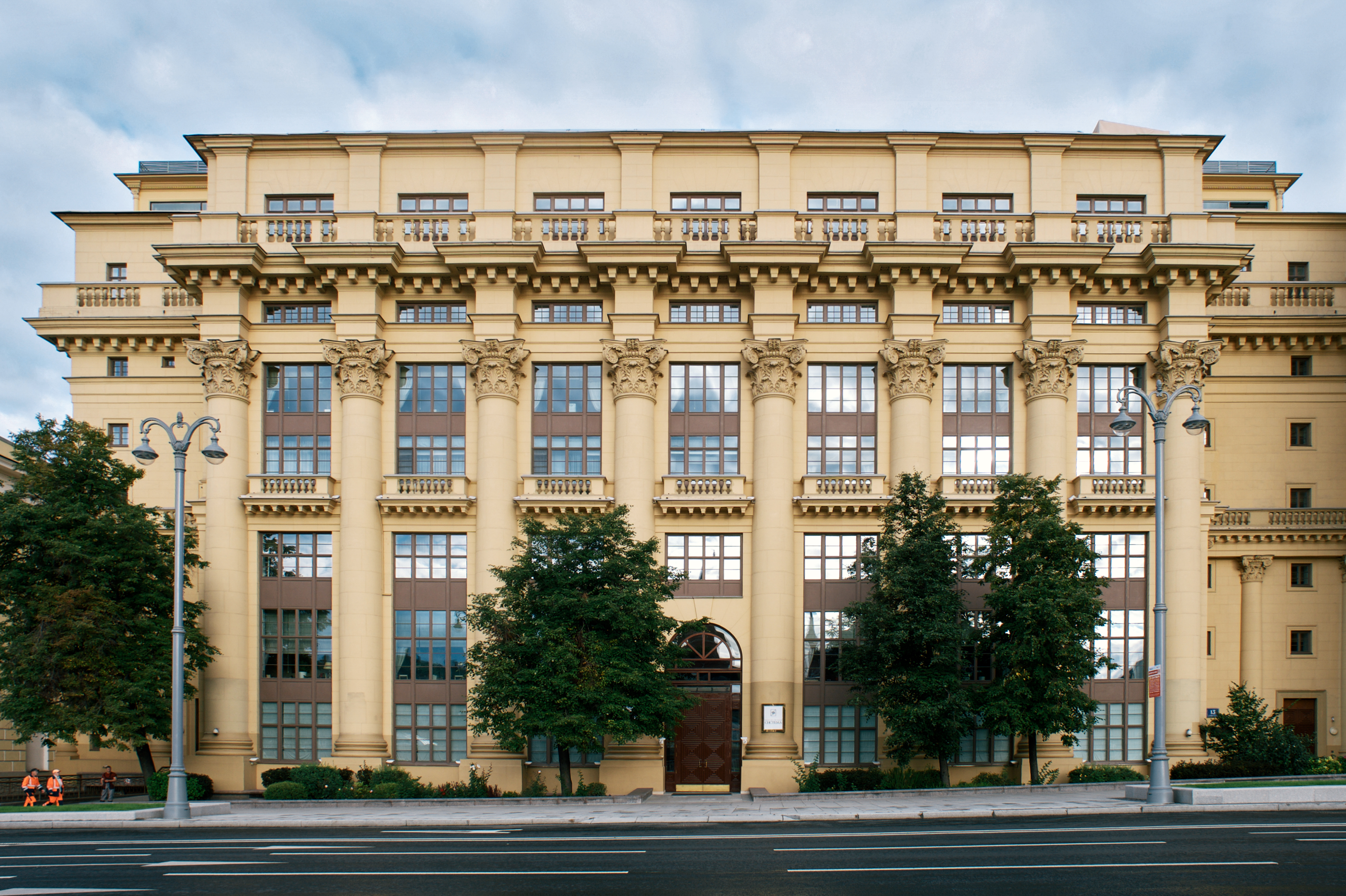
Edificio en la calle Mojovaya (1931-1934), de Iván Zholtovsky
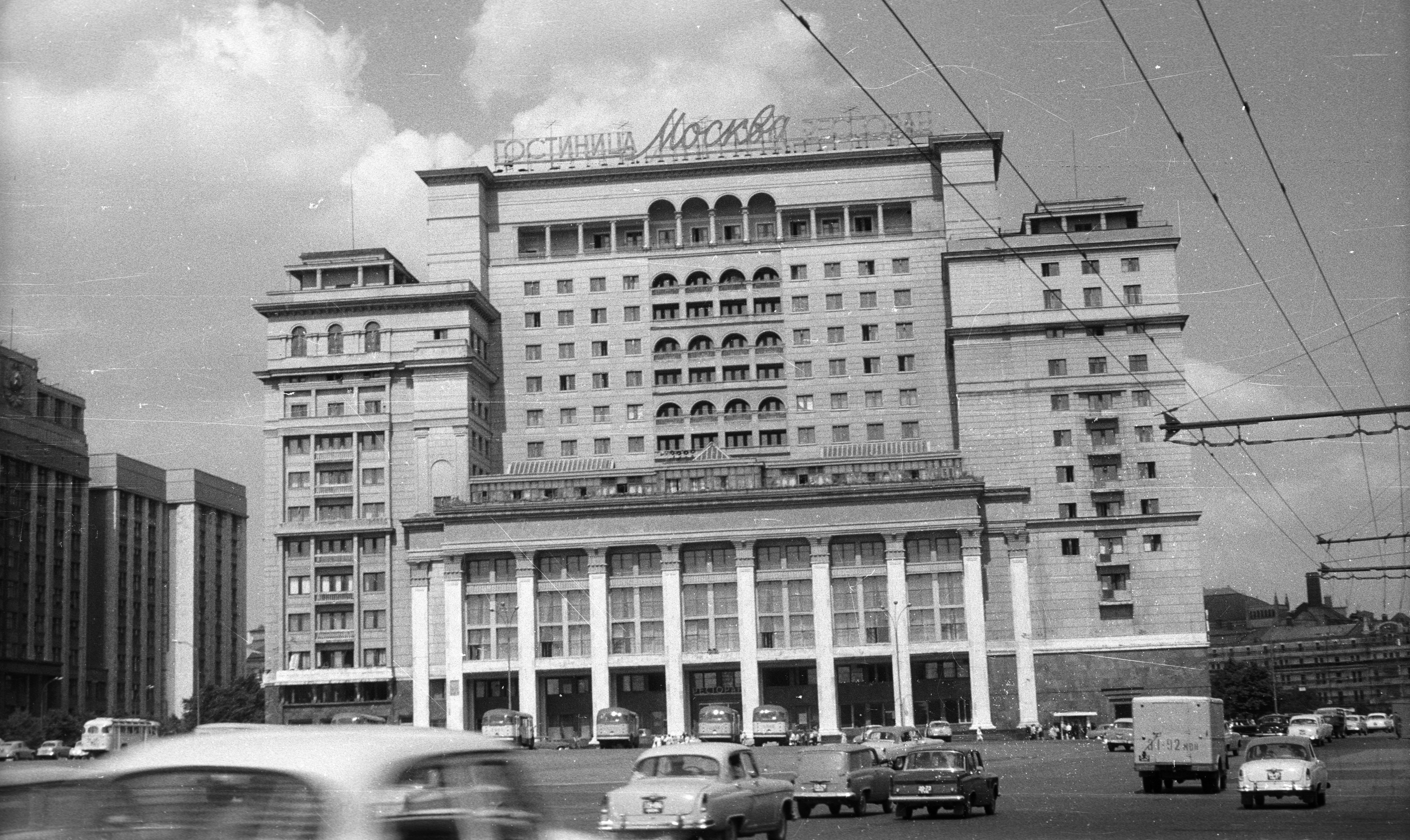
Réplica moderna del Hotel Moskva de Alekséi Shchúsev (1932-1935). Hoy el hotel ha sido demolido y se ha construido (2007-2014) un Four Seasons con una fachada exactamente igual.
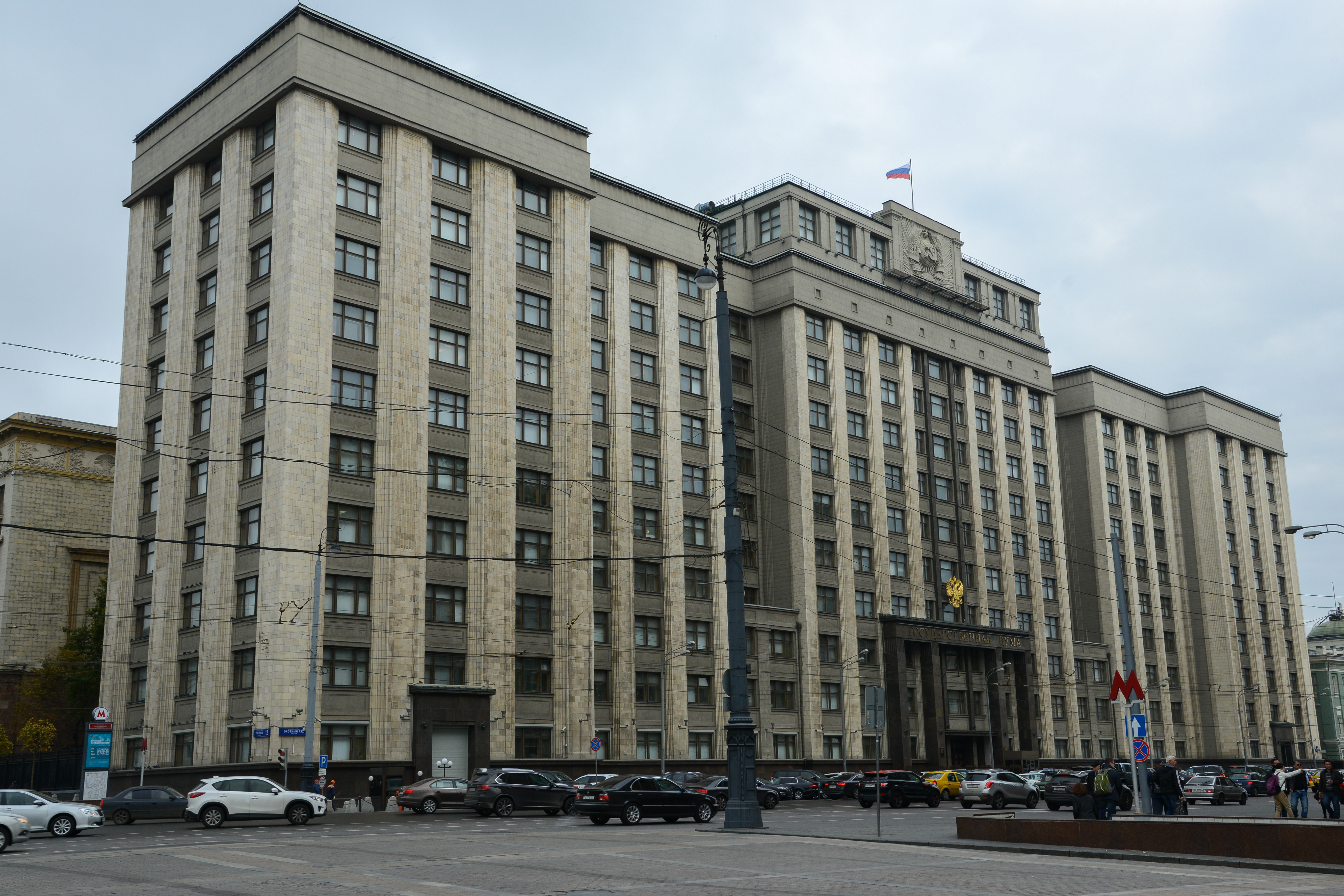
Edificio de la Duma estatal  (1932-1935)

### El Plan General de Moscú (1935)
En julio de 1935 el Estado evaluó los resultados y, finalmente, emitió un decreto sobre el Plan General de Moscú. El Plan, entre otras cosas, incluía las ideas sobre desarrollo urbano de Stalin:
- los nuevos desarrollos debían proceder por conjuntos enteros, no por edificios individuales;
- el tamaño de los bloque de la ciudad debía aumentar de las entonces comunes actuales 1.5–2 ha hasta las 9–15 ha;
- los nuevos desarrollos debían limitarse a una densidad de 400 personas por hectárea;
- los edificios debían tener al menos 6 plantas de altura; 7, 10 y 14 plantas en las calles de primera categoría;
- los muelles se consideraban calles de primera categoría, solo zonificadas para viviendas y oficinas de primera categoría.[12]

Estas normas prohibían efectivamente la construcción masiva de bajo costo en el casco antiguo y las calles "de primer nivel", así como la construcción de viviendas unifamiliares. Los desarrollos de bajo coste se relegaban para las áreas remotas, pero la mayoría de los fondos fueron desviados a los nuevos y caros proyectos de "conjunto" que valoraban las fachadas y la grandeza más que las necesidades de las ciudades superpobladas.

### Canal de Moscú (1932-1938)

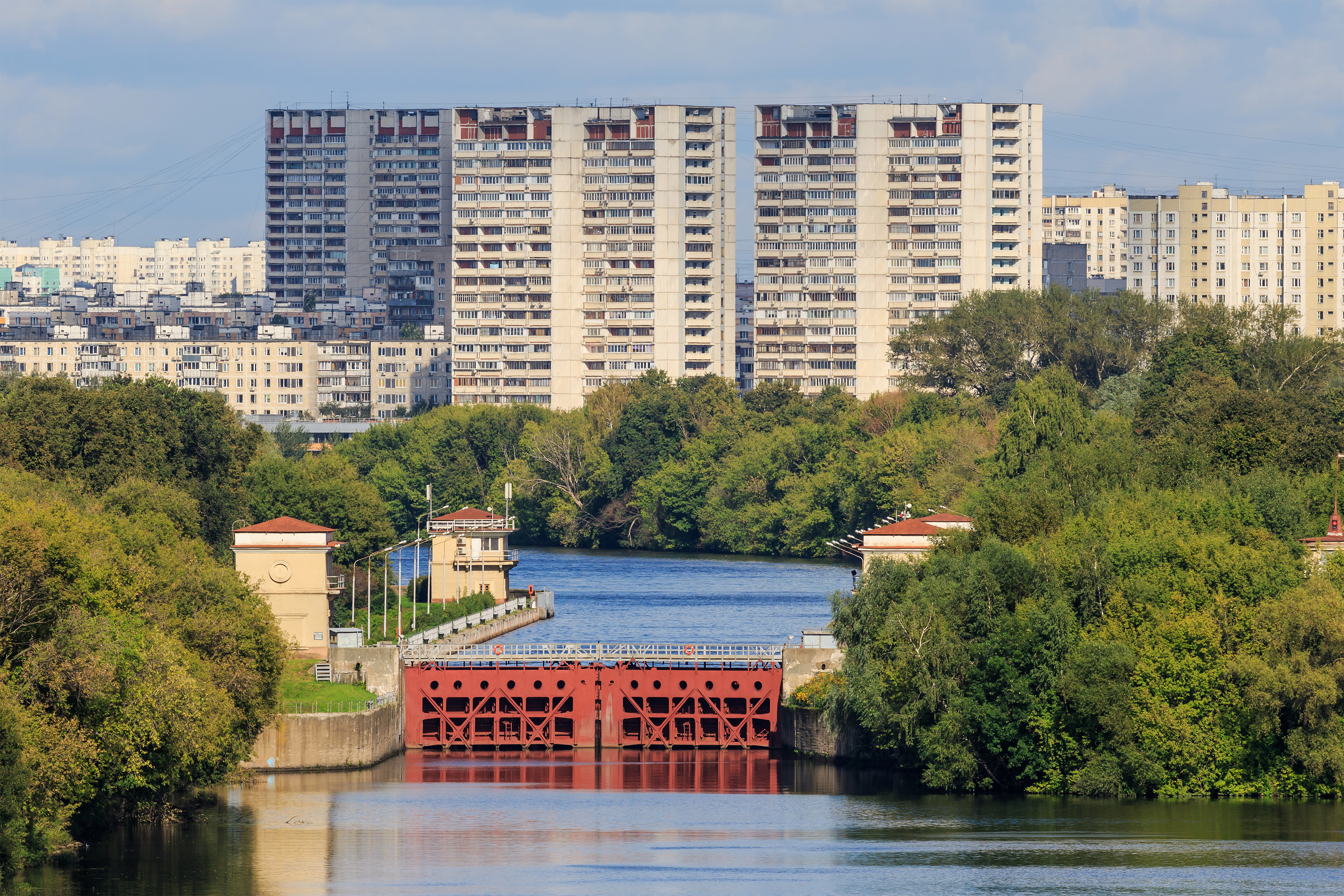
Esclusa n.º 10 del canal de Moscú

El canal de Moscú o canal Moscú-Volga es un canal que conecta el río Moscova con la principal arteria de transporte de la Rusia europea, el río Volga. Transcurre en su longitud de 128 km por los territorios del óblast de Tver y del de Moscú, así como el de la ciudad federal de Moscú. Provee de 0.9 billones de metros cúbicos de agua a la ciudad anualmente. Con su construcción Moscú quedaba unida fluvialmente a cinco mares: el Blanco, el Báltico, el de Azov, el Caspio y el Negro. Por este motivo se le llama a Moscú el «puerto de los cinco mares»  (en ruso: порт пяти морей, port piatí moréi). El canal conecta con el río Moscova a 191 kilómetros de su estuario en Túshino (un área en el noroeste de Moscú), y con el río Volga en la ciudad de Dubná, justo aguas arriba de la presa del embalse de Ivánkovo. 
Fue construido entre los años 1932 y 1937 por los prisioneros del Gulag durante la etapa temprano-media de Stalin.
Ya Pedro el Grande había tenido la idea de unir el Volga y el Moscova mediante un canal, aunque sólo se concretó la idea entre los años 1825  y 1844.

### Avenidas de Moscú (1938-1941)

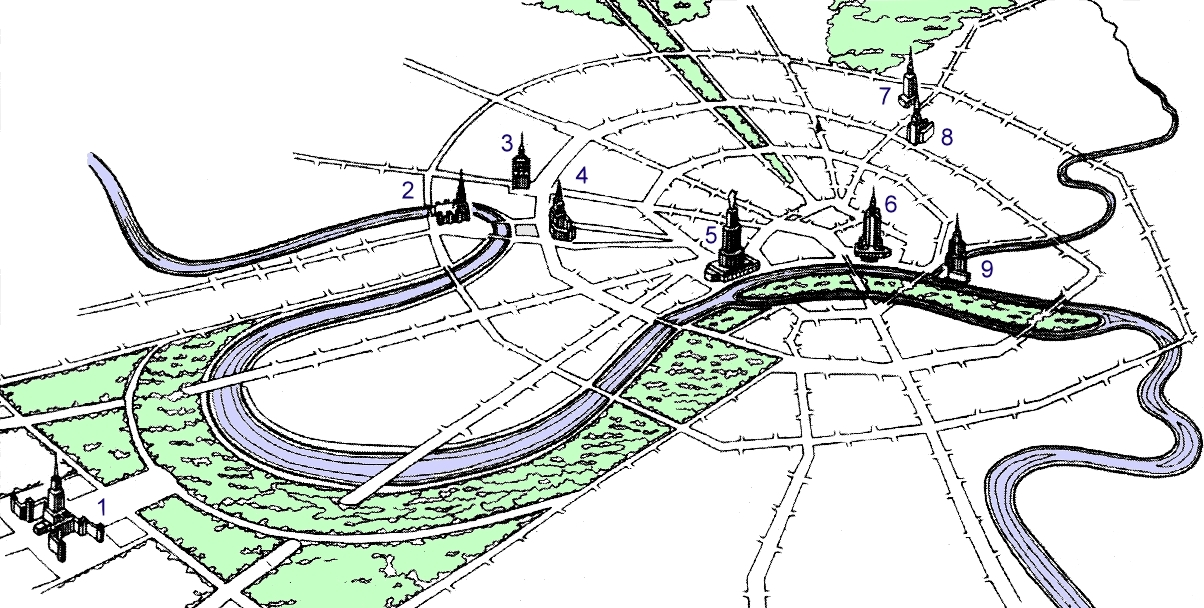
Mapa de Moscú demostrando las Siete hermanas y los anillos de circulación

Durante la década de 1930, la industria de la construcción ya había adquirido la experiencia suficiente para abordar grandes remodelaciones urbanas, multi-bloque, aunque todos ellos se encontraban en Moscú. Los tres proyectos de la ciudad más importantes fueron:
- calle Gorki (ahora Tverskaya), donde Arkady Mordvínov probó el llamado "método del flujo" de gestionar simultáneamente varios sitios de construcción en diferentes fases de ejecución. De 1937 a 1939, Mordvínov completó la reconstrucción de la sección central de la calle Gorki hasta el Anillo de los Bulevares (con algunas exclusiones como la sede de Mossovet (Diputados del Pueblo del Soviet de Moscú));
- Dorogomilovo (incluyendo parte de la actual Kutuzovsky Prospekt); a diferencia de las filas apretadas y uniformes de los edificios de la calle Gorki, la carretera a Dorogomílovo estaba bordeada de edificios muy diferentes, con amplios espacios entre ellos. Fue un área experimental para Búrov, Rosenfeld y otros jóvenes arquitectos. Esos edificios no fueron diseñados de modo ingenieril como en Tverskaya y las cubiertas de madera y los tabiques y exteriores de estuco húmedo con el tiempo dieron lugar a mayores costes de mantenimiento. Sin embargo, fue aquí donde se desarrolló gran parte del canon del estilo "Imperio de Stalin" .
- Bolshaya Kalúzhskaya (ahora perspectiva Léninsky), un desarrollo similar de edificios en bloque estándar al este del parque Gorki.

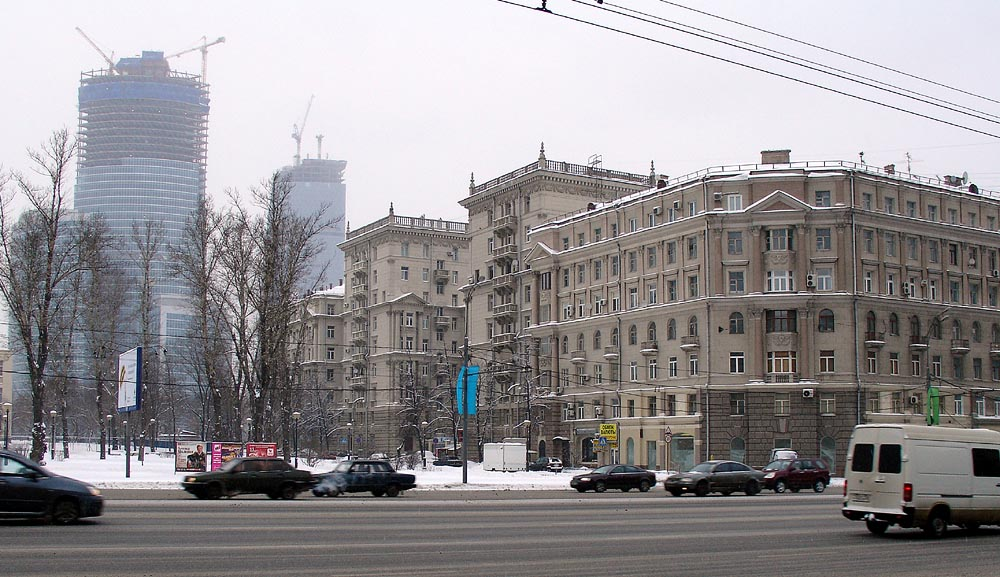
Kutuzovsky 26, hogar de Leonid Brezhnev y Mikhail Suslov, con el Centro Internacional de Negocios detrás
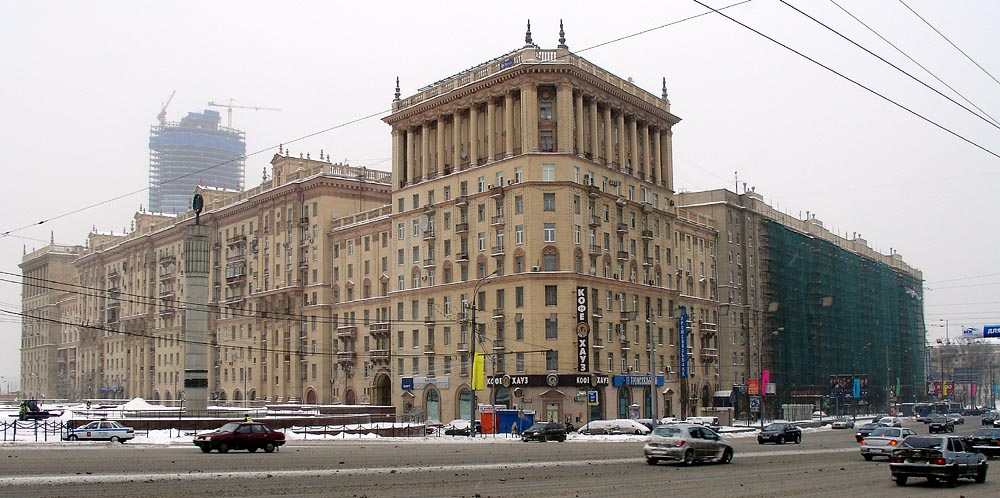
Dorogomilovo Oeste, "puertas" de la ciudad
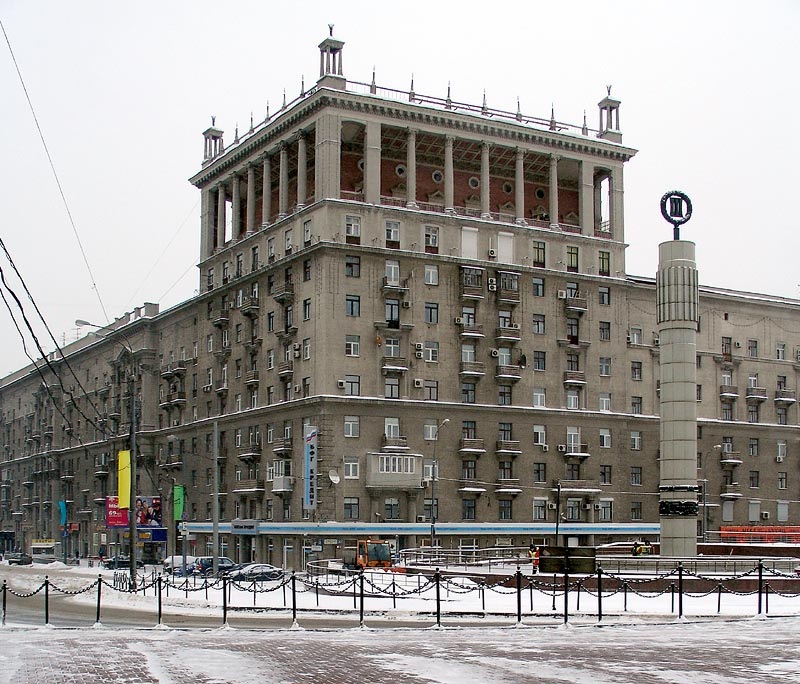
Dorogomilovo Oeste, "puertas" de la ciudad; obelisco añdido en los años 1990
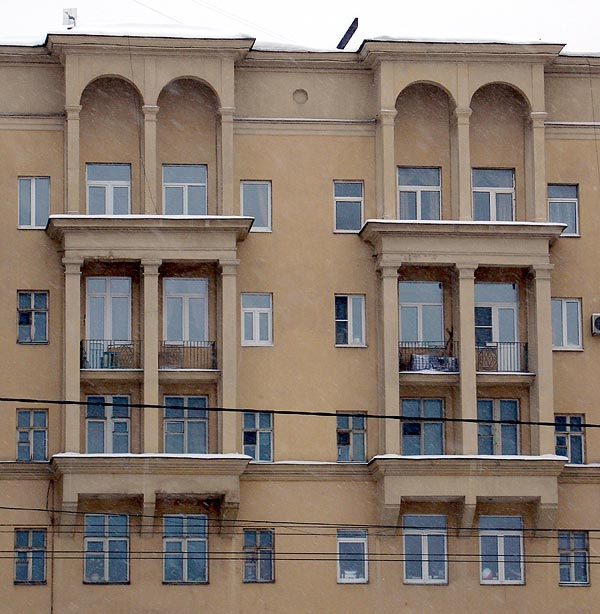
Slim mediterranean arches, típicos de la década de 1930
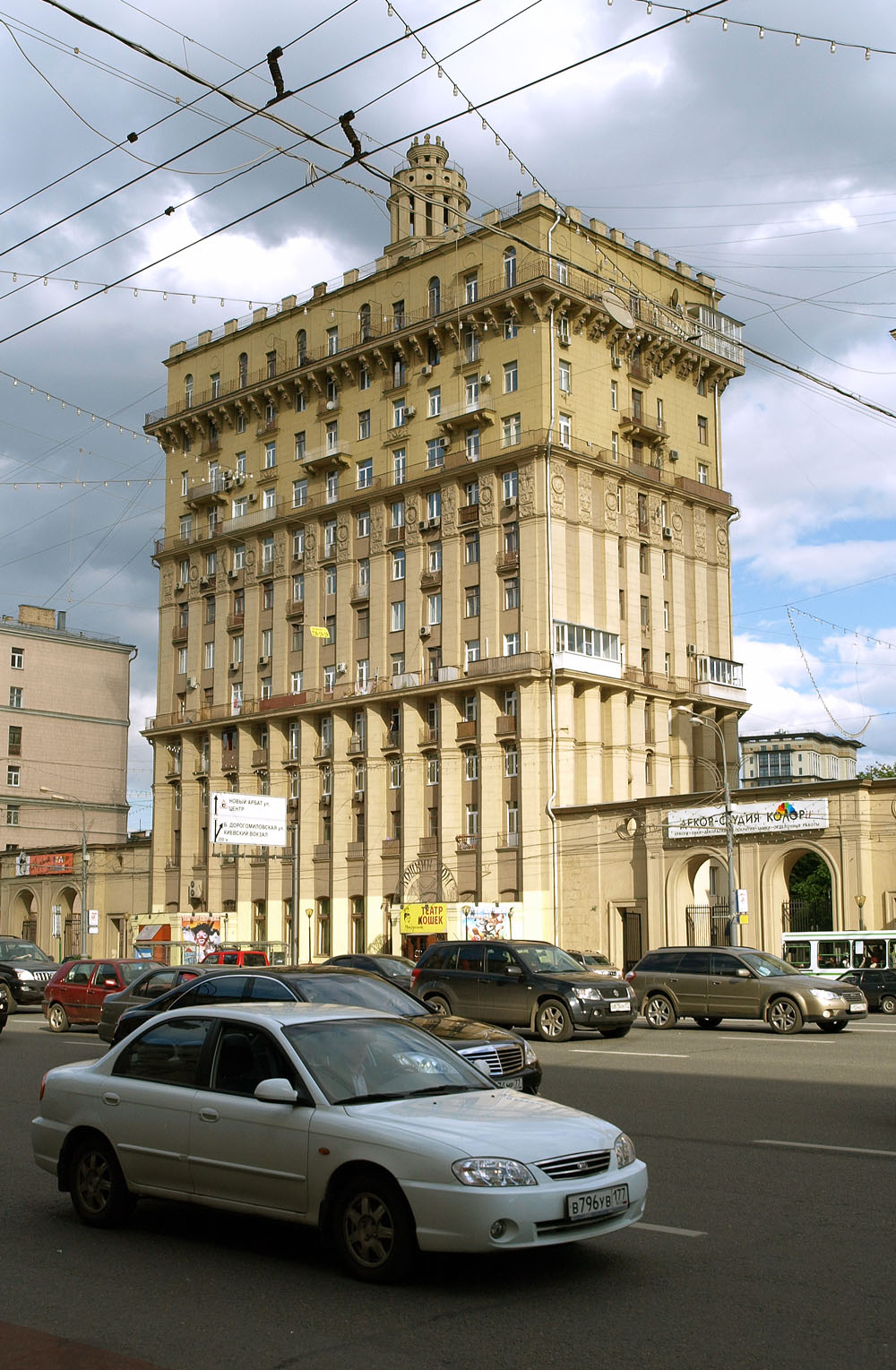
Las torres gemelas de Rosenfeld en Dorogomílovo, 1946, terminación del plan de desarrollo 1938-1941

### Exposición agrícola de la URSS de 1939

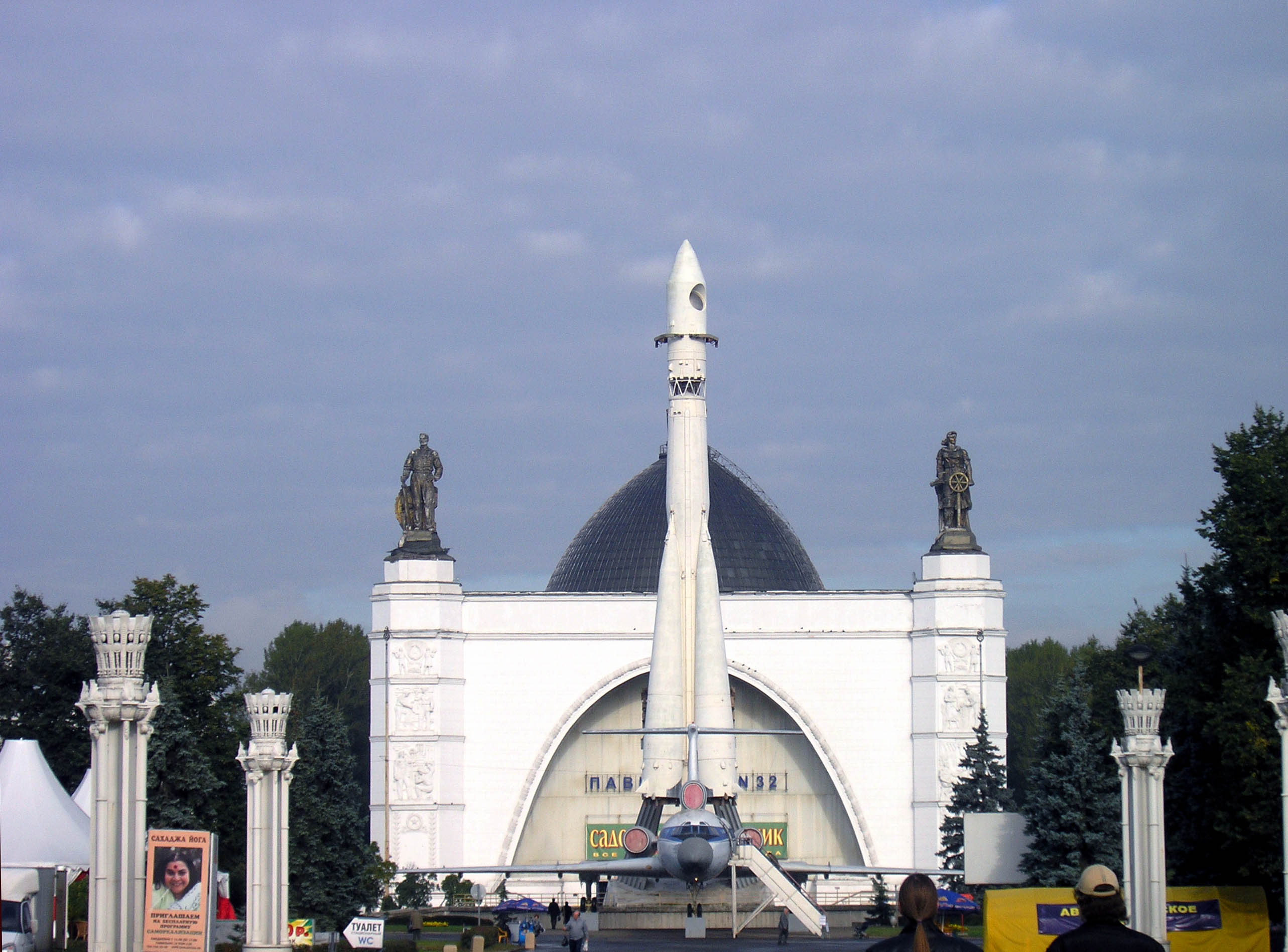
El actual Pabellón del Cosmos es uno de los originales de 1939, remodelado durante los 1950. El cohete reemplaza a la figura de Stalin (aprox. del mismo tamaño).

En 1936, la anual Exposición Agrícola fue reubicada en un campo vacío al norte de Moscú. El 1 de agosto de 1939, ya se habían construido más de 250 pabellones en un terreno de 136 ha. Una estatua de Vera Mújina, Obrero y koljosiana, que estaba en lo alto del pabellón de la URSS de los «Exposition Internationale des Arts et Techniques dans la Vie Moderne» (1937) (Expo de París de 1937), fue reconstruida en las puertas de entrada. Varios pabellones fueron creados en los estilos nacionales de las repúblicas y regiones soviéticas; un paseo por la exposición recreaba un recorrido por el inmenso país. El pabellón central, obra der Vladímir Shchukó, se basaba un poco en el abortado proyecto de 1932 del Palacio de los Soviets de Zholtovsky. Salvo los edificios nacionales, nada ha sobrevivido (las puertas centrales y los grandes pabellones fueron reconstruidos durante la década de 1950).
Los pabellones que se conservan de 1939 son el último y único ejemplo de la propaganda monumental de Stalin en su configuración original. Tales piezas de propaganda no se construyeron para perdurar (como el Hangar de Trofeos de Guerra en el parque Gorki, de Shchúsev); algunos fueron demolidos durante la desestalinización de 1956.

## Después de la guerra (1944-1950)

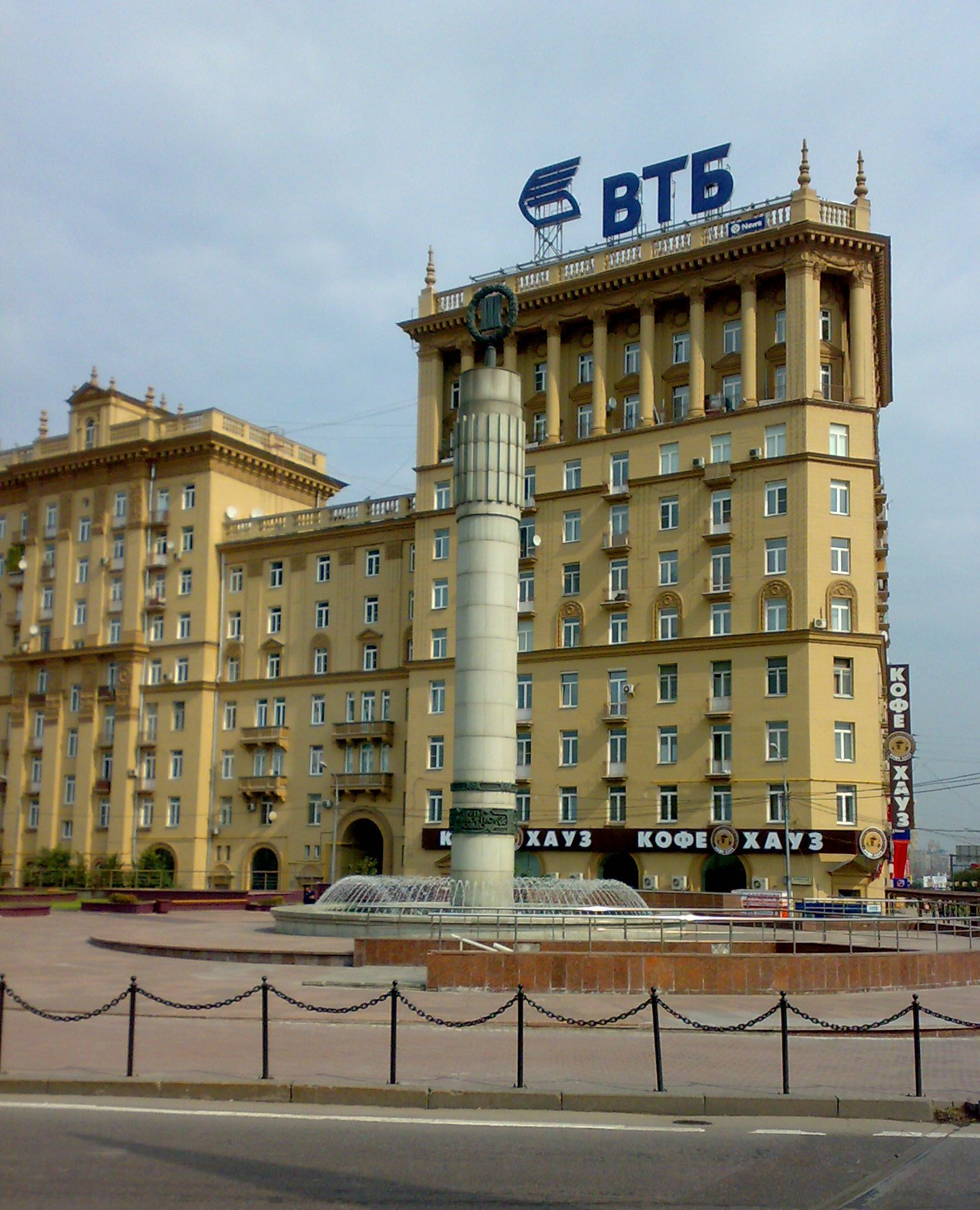
Bloques de apartamentos estalinistas en Kutuzovsky Prospekt, Moscú

La arquitectura de la posguerra, a veces percibida como de un estilo uniforme, se fragmentó en al menos cuatro vectores de desarrollo:
- construcción de lujosas residencias y oficinas de regiones completas como la Moskovsky Prospekt en Leningrado y la Leninsky Prospekt en Moscú;
- grandes proyectos de infraestructura (Metros de Leningrado y  de Moscú, canal Volga-Don);
- reconstrucción de los daños ocasionados por la guerra en las ciudades de Kursk, Minsk, Kiev, Smolensk, Stalingrad, Vorónezh y en cientos de ciudades más pequeñas;
- esfuerzo por nuevas tecnologías de bajo costo para resolver las crisis de alojamiento, evidente desde 1948 y ya como política estatal oficial desde 1951;
- construcción de nuevas ciudades, especialmente en Siberia: Novosibirsk, Kemerovo, Dzerzhinsk y otros lugares.

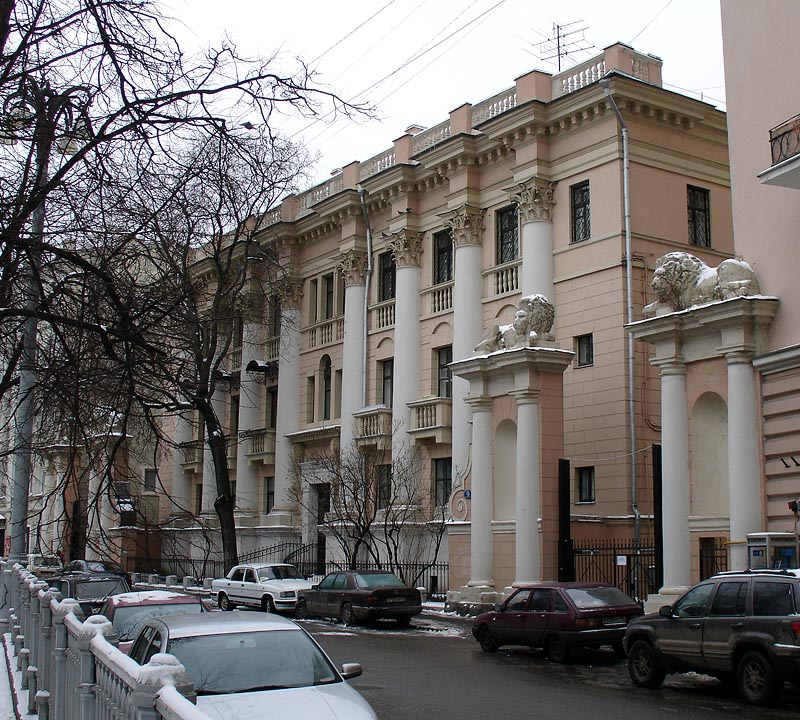
Casa de los Leones, 1945, Lagunas del Patriarca, Moscú. Edificio residencial céntrico.

La construcción residencial en la posguerra fue segregada según los inquilinos. No se hizo ningún esfuerzo para ocultar los lujos; a veces eran evidentes, a veces deliberadamente exagerados (en contraste con la simple Casa del Embankment de Iofan). Las residencias de los funcionarios de Stalin estaban en el nivel superior; así fue la Casa de los Leones de 1945 de Ivan Zholtovsky (la Casa de los Leones fue diseñado por Nikolai Gaigarov y M.M. Dzisko del taller de Zholtovsky. Zholtovsky supervisó y promovió el proyecto), una lujosa residencia en el centro para los mariscales del Ejército Rojo. Los apartamentos para los generales diseñados en 1947 por Lev Rudnev, en el mismo bloque, tiene una disposición exterior menos extravagante. Había un tipo de edificio para cada rango de la jerarquía de Stalin.

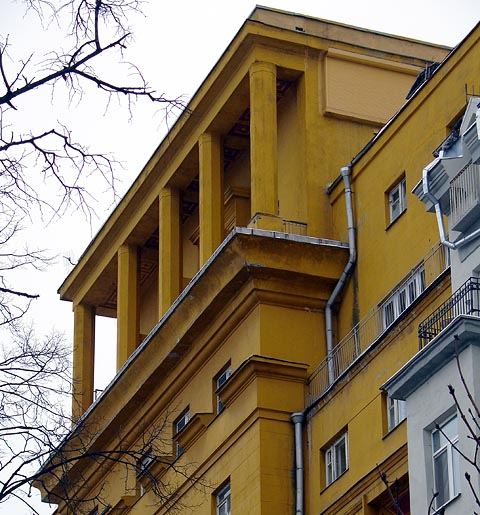
Penthouse, edificio postconstructivista de antes de la guerra de Vladimir Vladimirov.
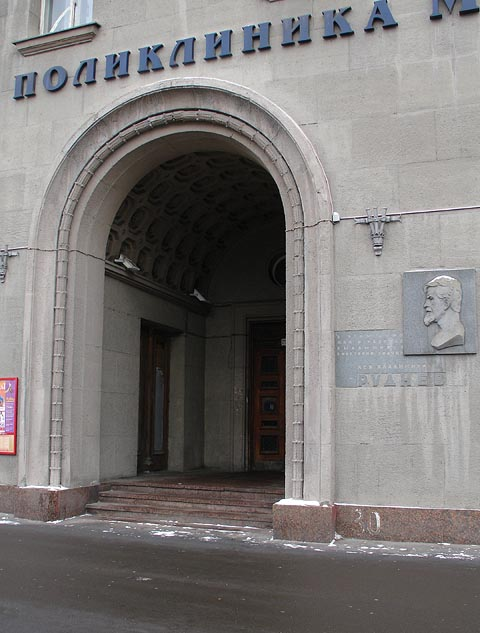
Entrada con vistas laterales para los guardias de seguridad. Apartamentos de los Mariscales, por Rudnev, 1947
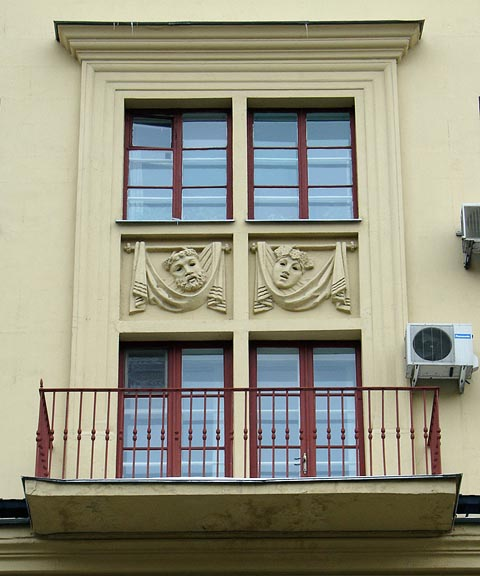
Los detalles indican estratos sociales: casa de los Actores, calle Gorki.
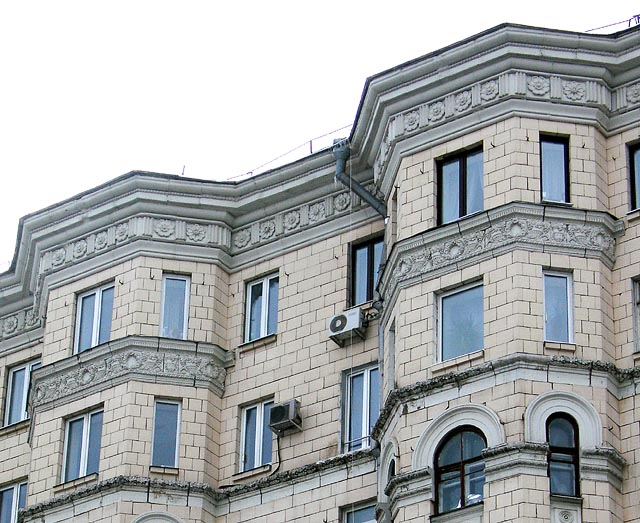
Bay windows, otra señal de lujo, en un bloque de Rosenfeld de finales de 1952.
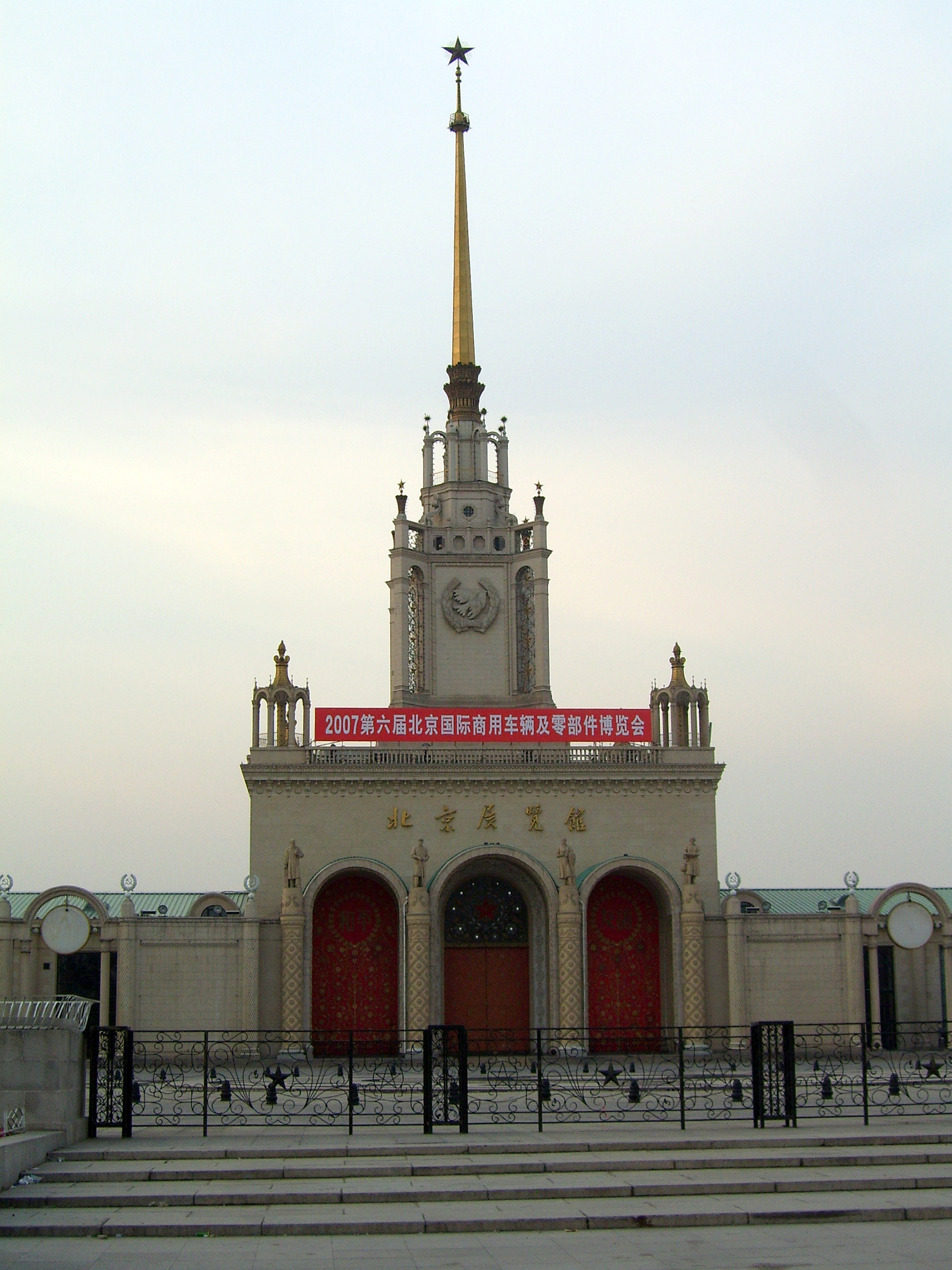
Centro de Exposiciones de Pekín, construido en 1954
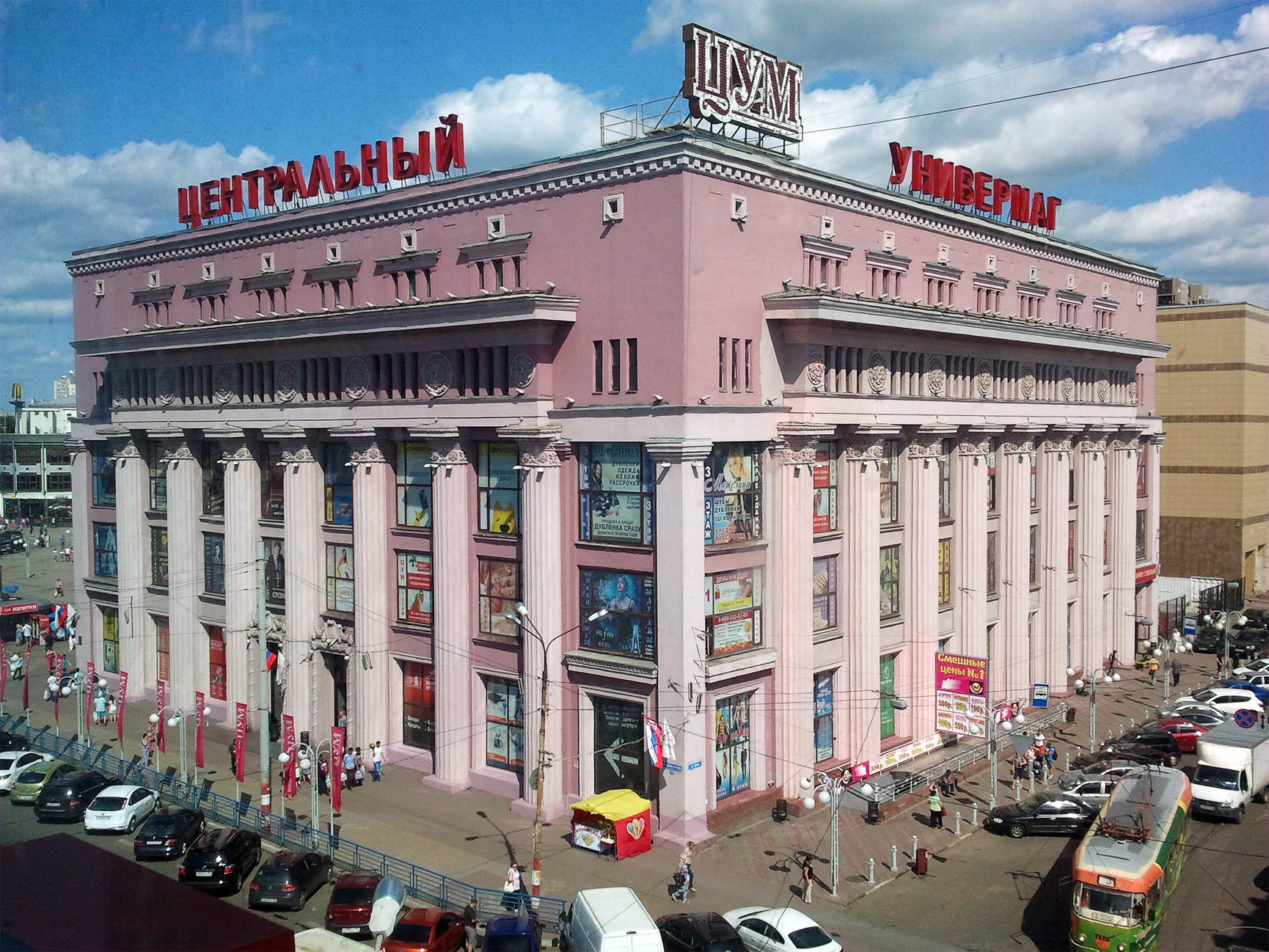
Central Universal Department Store (TsUM), Nizhny Novgorod

Los edificios de clase alta pueden ser fácilmente identificados por detalles como el espaciamiento entre ventanas, los áticos y las bay windows. A veces, el rango relativo y la ocupación de los inquilinos está representada por adornos, a veces por placas conmemorativas. Se ha de tener en cuenta que todas esas eran las características de Moscú. En las ciudades más pequeñas, la élite social generalmente comprendía sólo una o dos clases; San Petersburgo siempre tuvo una oferta de residencias de lujo de la época prerrevolucionaria.

### Canal Volga-Don (1948-1952)
La construcción del canal Volga-Don, diseñado por el Instituto Hydroproject de Sergey Zhuk, comenzó antes de la Gran Guerra Patriótica de 1941-1945, lo que interrumpiría el proceso. Durante 1948-1952 la construcción fue terminada. La navegación se inició el 1 de junio de 1952. El canal y sus instalaciones fueron construidos predominantemente por prisioneros, que fueron detenidos en varios campos de trabajo correctivo especialmente organizados. Durante 1952 el número de los convictos empleados por la construcción excedió 100,000.

### Metro subterráneo (1938-1958)
La primera etapa del metro de Moscú (1931-1935) comenzó como un servicio de transporte de la ciudad. Había mucha propaganda sobre su construcción, pero el propio metro no era percibido como propaganda. "A diferencia de otros proyectos, el Metro de Moscú nunca fue nombrado metro de Stalin". Los viejos arquitectos evitaron las comisiones en el metro. Las actitudes cambiaron cuando el trabajo de la segunda etapa comenzó en 1935. Esta vez, el metro era una declaración política y se disfrutaba de una financiación mucho mejor. La segunda etapa produjo ejemplos tan diferentes de estilo estalinista como las estaciones Mayakovskaya (1938), Elektrozavodskaya y Partizanskaya (1944).
Se requirieron 6 años para completar la primera línea de metro de posguerra (una sección de 6,4 km de la línea de circunvalación). Estas estaciones fueron dedicadas a la Victoria. La estación de metro de Comintern fue rebautizada como Kalininskaya en diciembre de 1946), la estación Park Kultury-Koltsevaya contó con verdaderos candelabros góticos, otra salida. Metrostroy operó sus propias fábricas de mármol y carpintería, produciendo 150 columnas de mármol macizo para esta sección corta. La segunda sección de la línea del anillo era un tributo al trabajo heroico (con la excepción del Komsomolskaya de Shchusev, fijado para relatar el discurso de Stalin del 7 de noviembre de 1941).
El 4 de abril de 1953, el público se entera de que el tramo que va de la estación Alexandrovsky Sad, luego llamada Kalininskaya, a Kievskaya se cierra para siempre y se sustituye por una nueva línea de alineación profunda. No existe ninguna explicación oficial de este costoso cambio; todas las especulaciones se refieren a una función de refugio antiaéreo. Una de las estaciones, Arbatskaya (2) de Leonid Polyakov, se convirtió en la estación más larga del sistema, 250 metros en lugar del estándar 160, y probablemente el más extravagante. "Hasta cierto punto, es el barroco Petrino de Moscú, pero a pesar de las citas del legado histórico, esta estación es hiperbólica, etérea e irreal".
El canon estalinista fue condenado oficialmente cuando se estaban construyendo otras dos secciones, Luzhniki y VDNKh. Estas estaciones, completadas en 1957 y 1958, fueron en su mayoría despojadas de excesos, pero arquitectónicamente todavía pertenecen al linaje de Stalin. La fecha del 1 de mayo de 1958, cuando se inauguró la última de estas estaciones, marca el final de toda la construcción estalinista tardía.

Estaciones del Metro de Moscu
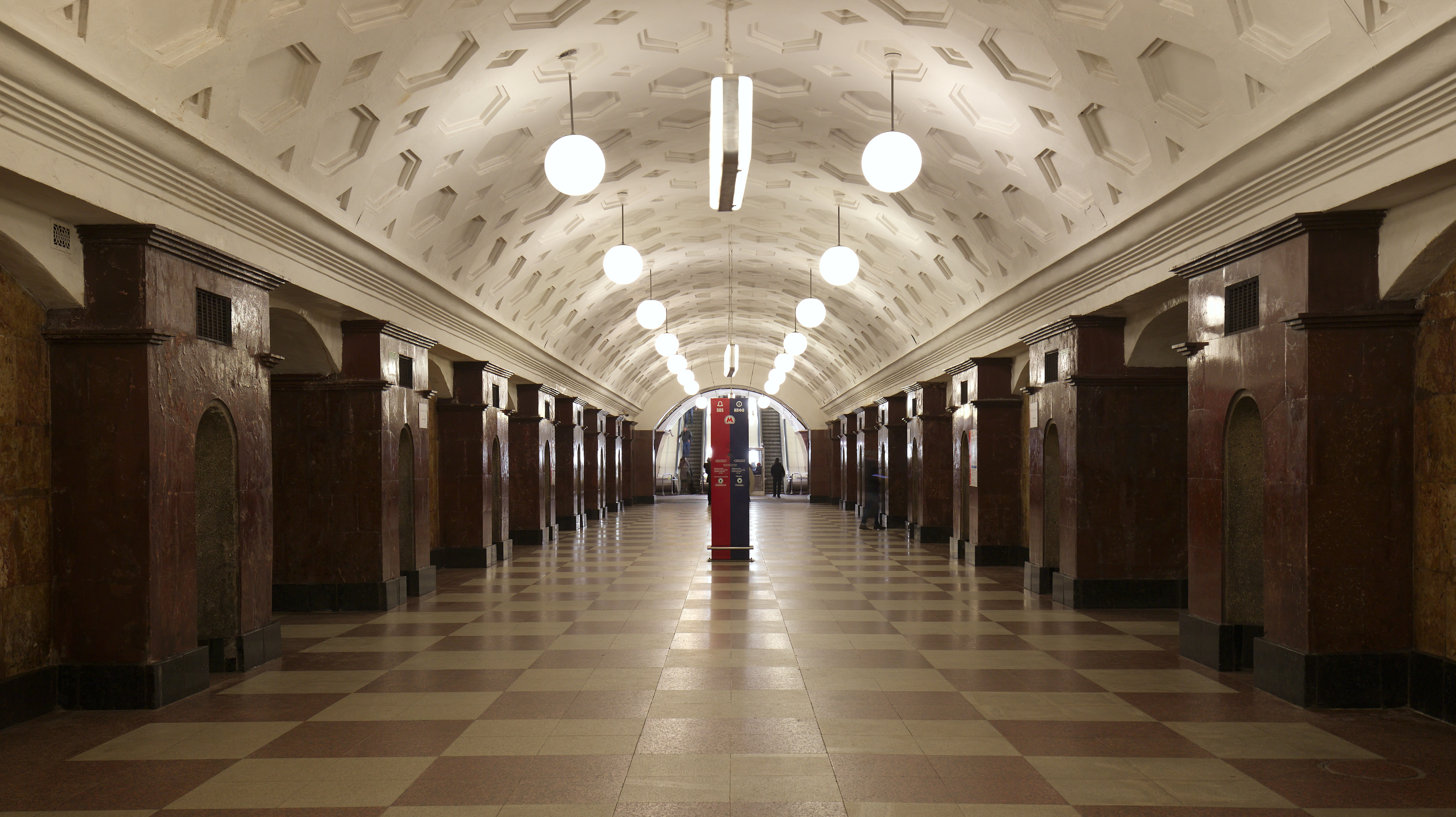
Estación de Krasnye Vorota (1935)
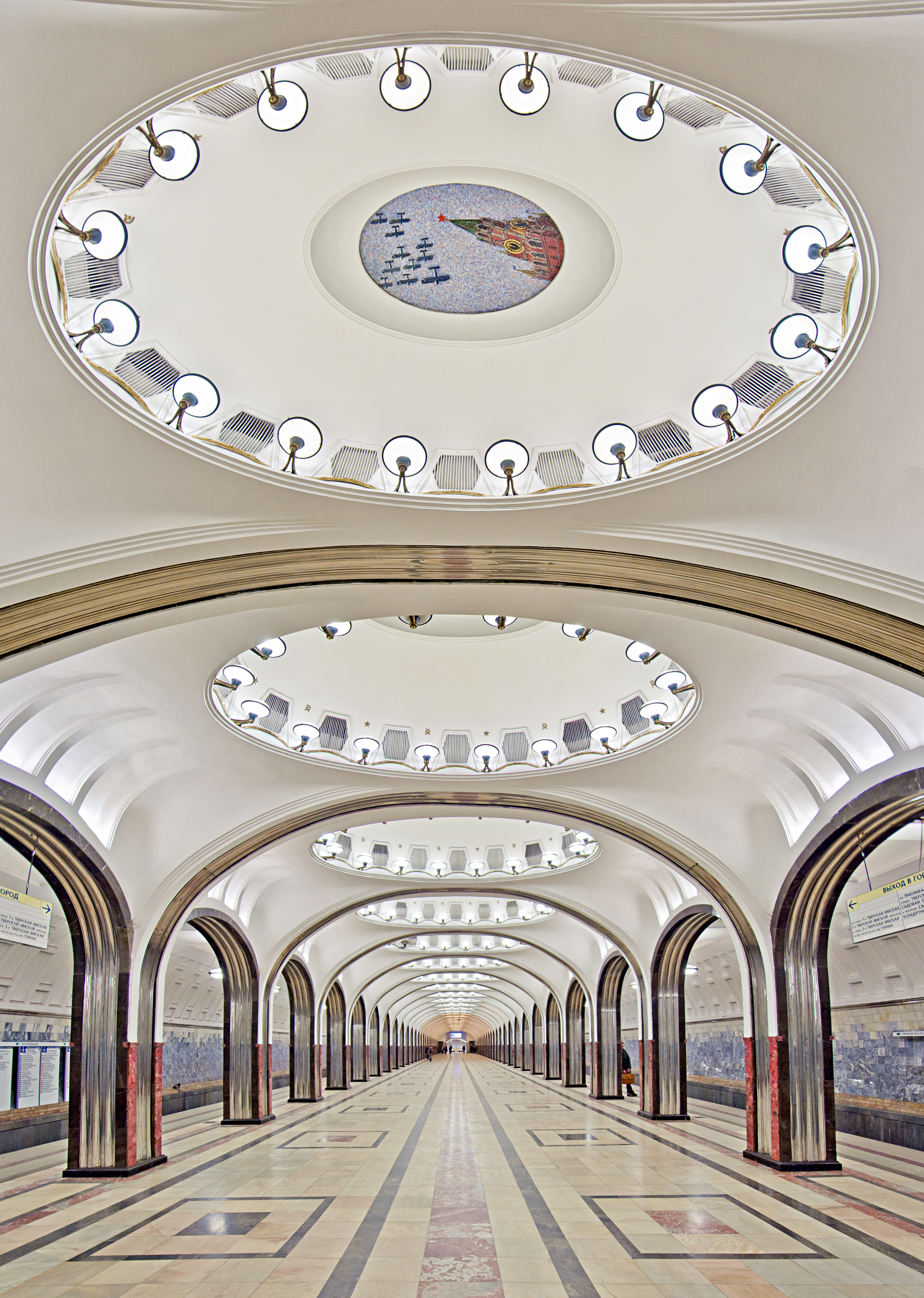
Estación de Mayakovskaya (1938)
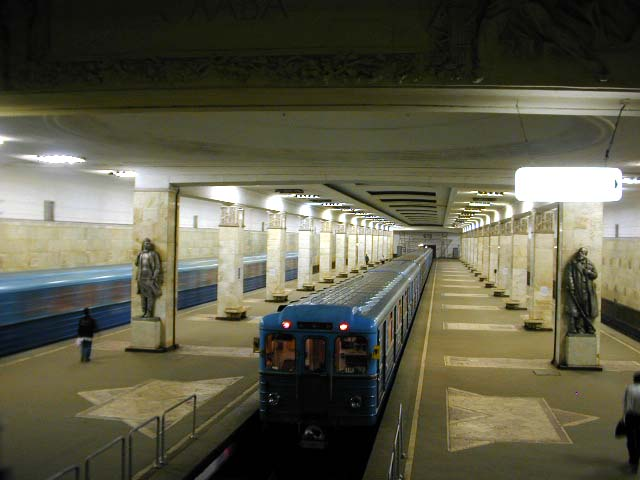
Estación de Partizanskaya (1944)
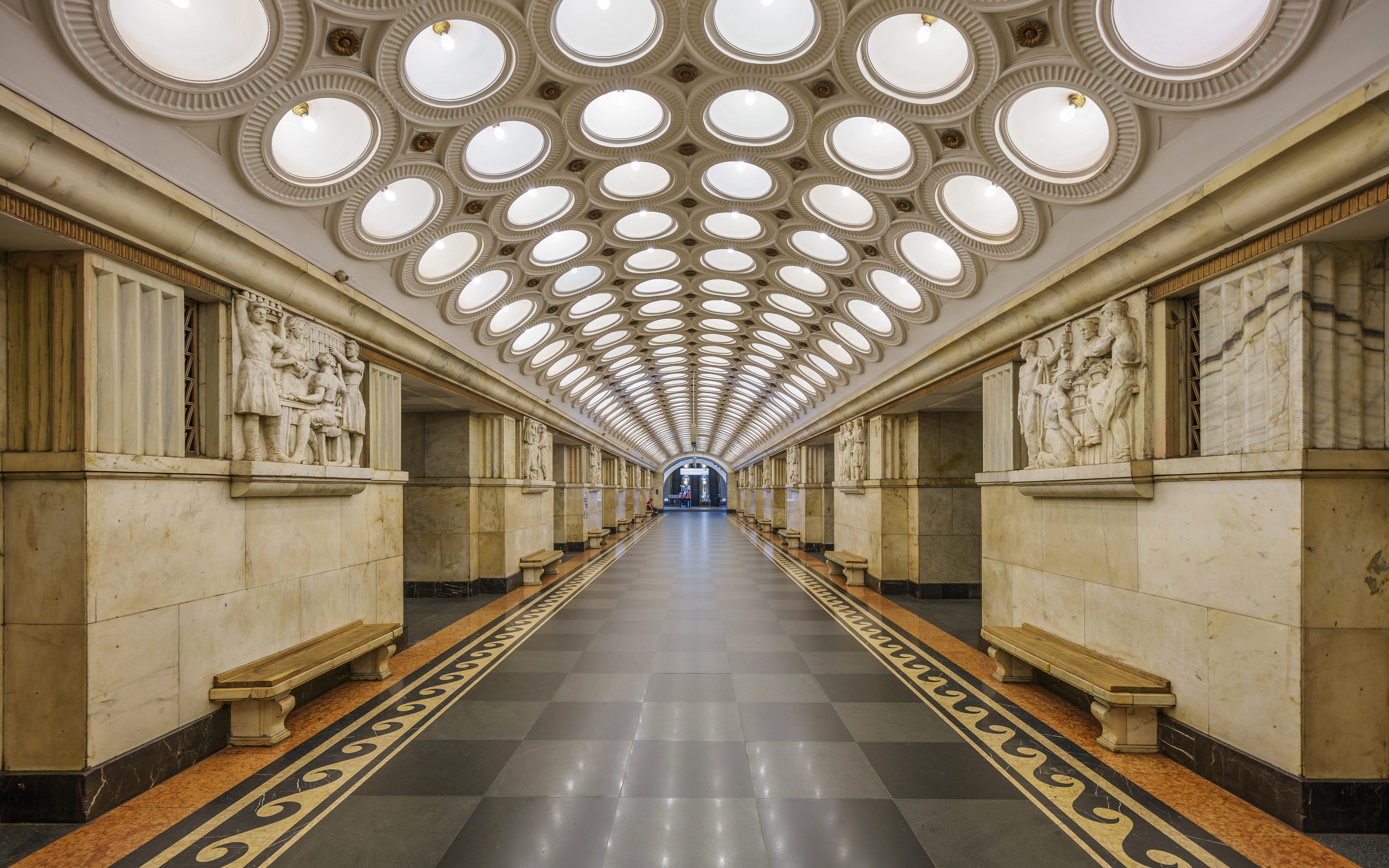
Estación de Elektrozavodskaya (1944)
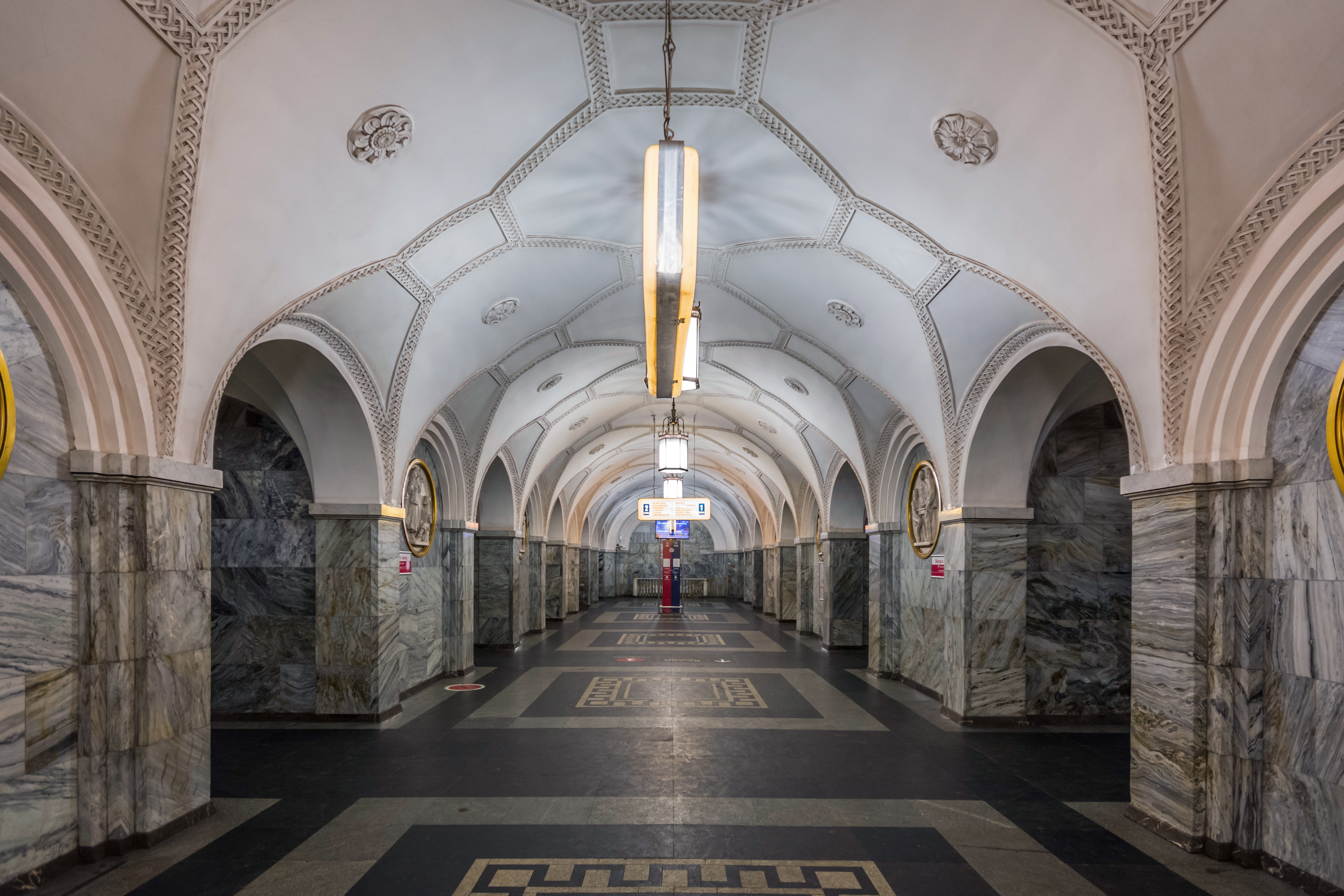
Park Kultury-Koltsevaya (1950)
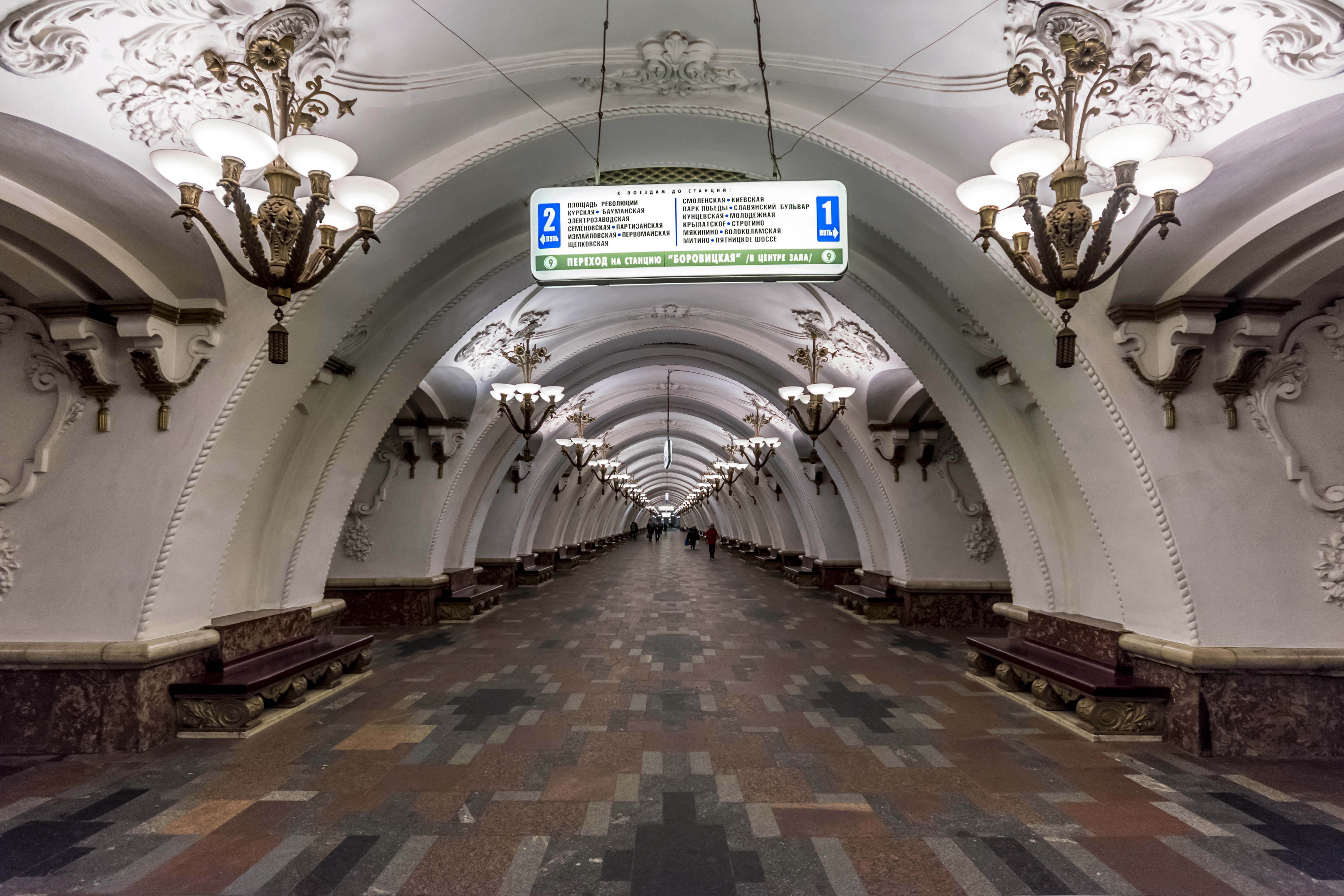
Estación de Arbatskaya (1953)

### "Siete hermanas" (1947-1955)
En 1946 Stalin tuvo la idea de construir muchos rascacielos en Moscú, lo que dio lugar a un decreto en enero de 1947 y al inició de una campaña publicitaria de seis años de duración. En el momento de la inauguración oficial, septiembre de 1947, fueron ocho los sitios de construcción identificados (la Octava Hermana, en Zaryadye, sería cancelada). Ocho equipos de diseño, dirigidos por la nueva generación de arquitectos principales (de 37 a 62 años), produjeron numerosos proyectos; no hubo ni concurso abierto ni comité de evaluación, indicador de la gestión personal de Stalin.
Todos los arquitectos principales recibieron los premios Stalin en abril de 1949 por los anteproyectos preliminares; seguidos de correcciones y enmiendas hasta etapas de finalización muy tardías. Todos los edificios tenían armazones de acero con cimbras de hormigón y paredes de mampostería, soportados por cimientos de hormigón (que a veces requirieron ingeniosas tecnologías de retención de agua).
Los proyectos de rascacielos requerían nuevos materiales (especialmente cerámica) y tecnologías; la solución de esos problemas contribuyó a la posterior vivienda y el desarrollo de la infraestructura. Sin embargo, tuvo el costo de frenar la construcción regular, en un momento en que el país estaba en ruinas. El costo de este proyecto sobre las necesidades urbanas reales se puede juzgar a partir de estos números:
- Durante 1947, 1948, Moscú Moscú construyó un total de 100.000, 270.000 y 405.000 metros cuadrados de viviendas.
- El proyecto de rascacielos superó los 500.000 metros cuadrados (a un mayor costo por metro)[21]

Se construyeron rascacielos similares en Varsovia, Bucarest y Riga; la torre en Kiev se completó sin corona y campanario.
El aumento de los rascacielos, publicitado desde 1947, fue recreado por numerosos edificios más pequeños en todo el país. Las torres de 8 a 12 pisos marcaron los conjuntos de 4 a 5 pisos de los centros regionales de la posguerra. El Pabellón Central del Centro de Exposiciones de Toda Rusia, reabierto en 1954, tiene 90 metros de altura, tiene una sala principal tipo catedral, 35 metros de alto, 25 metros de ancho con esculturas y murales estalinistas.
Las torres dobles, que flanquean las principales plazas de la ciudad, se pueden encontrar desde Berlín a Siberia: 

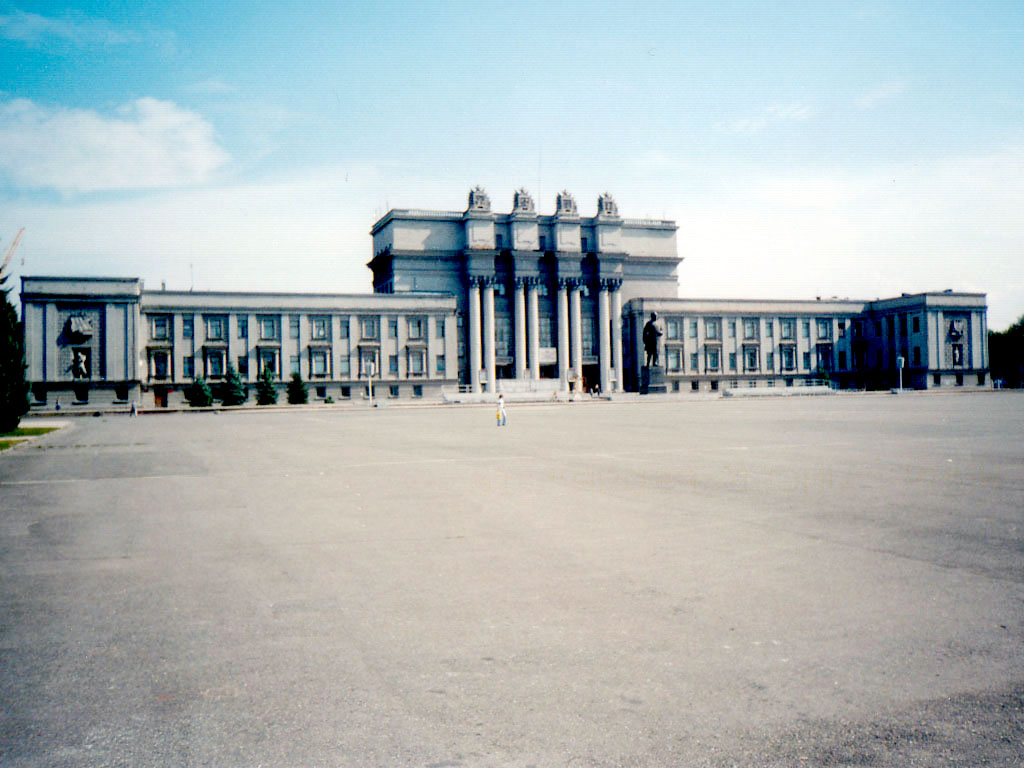
La Ópera de Samara (1931-1932), de Noi Trotsky
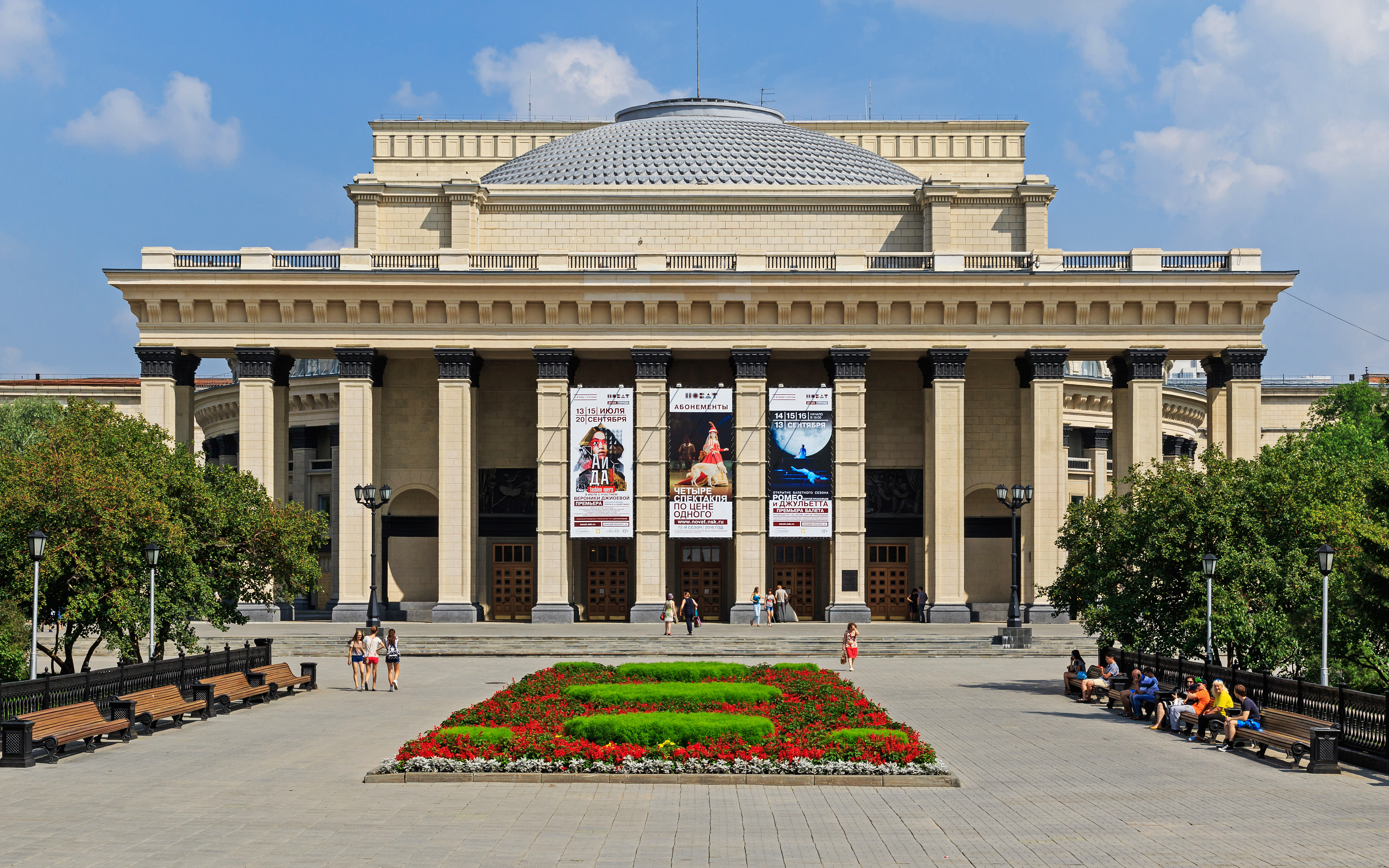
Teatro Académico Estatal de Ópera y Ballet de Novosibirsk (1931-1944)
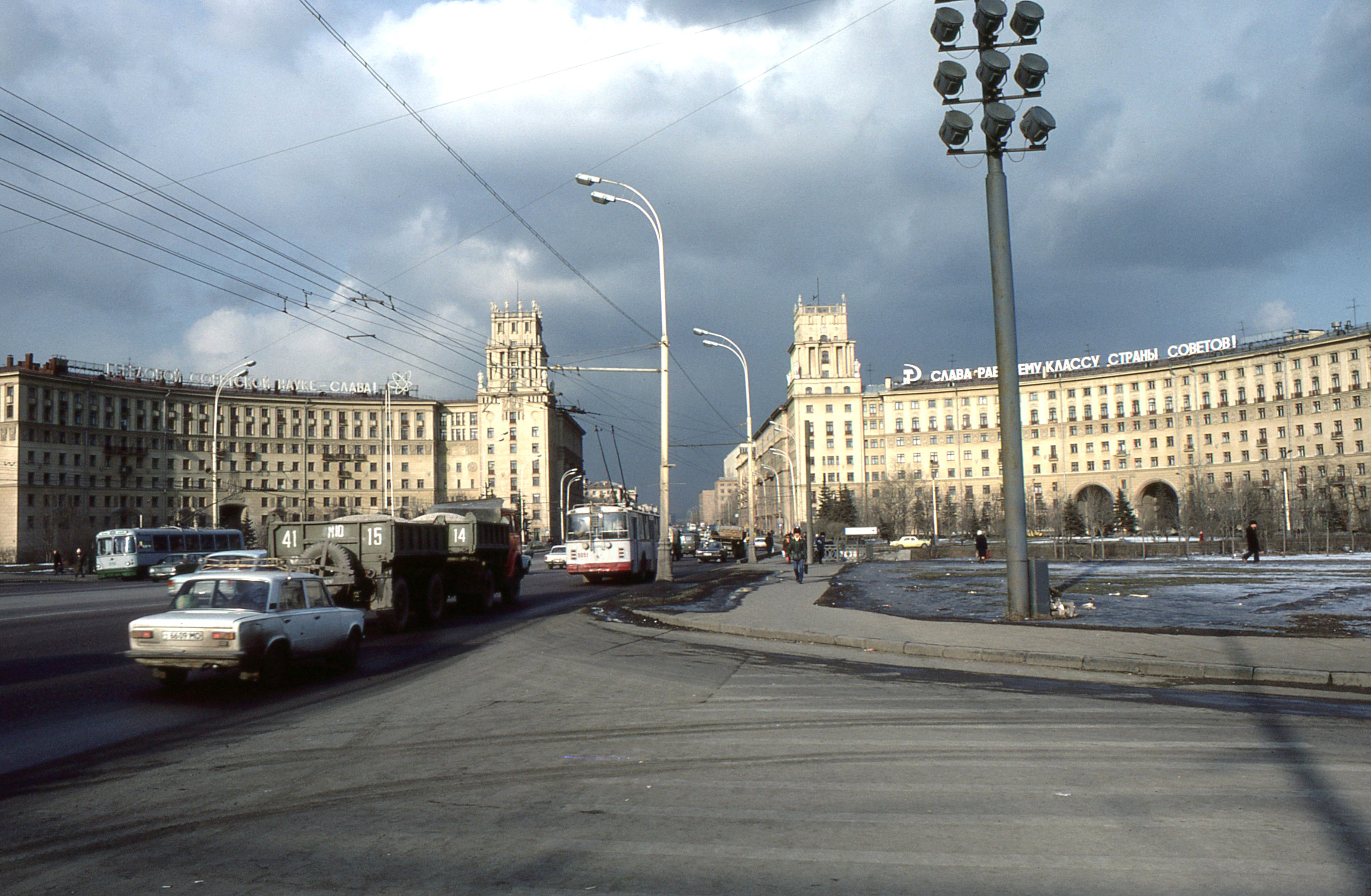
Plaza Gagarin (1940-1950) de Moscú; obsérvese los acabados diferentes
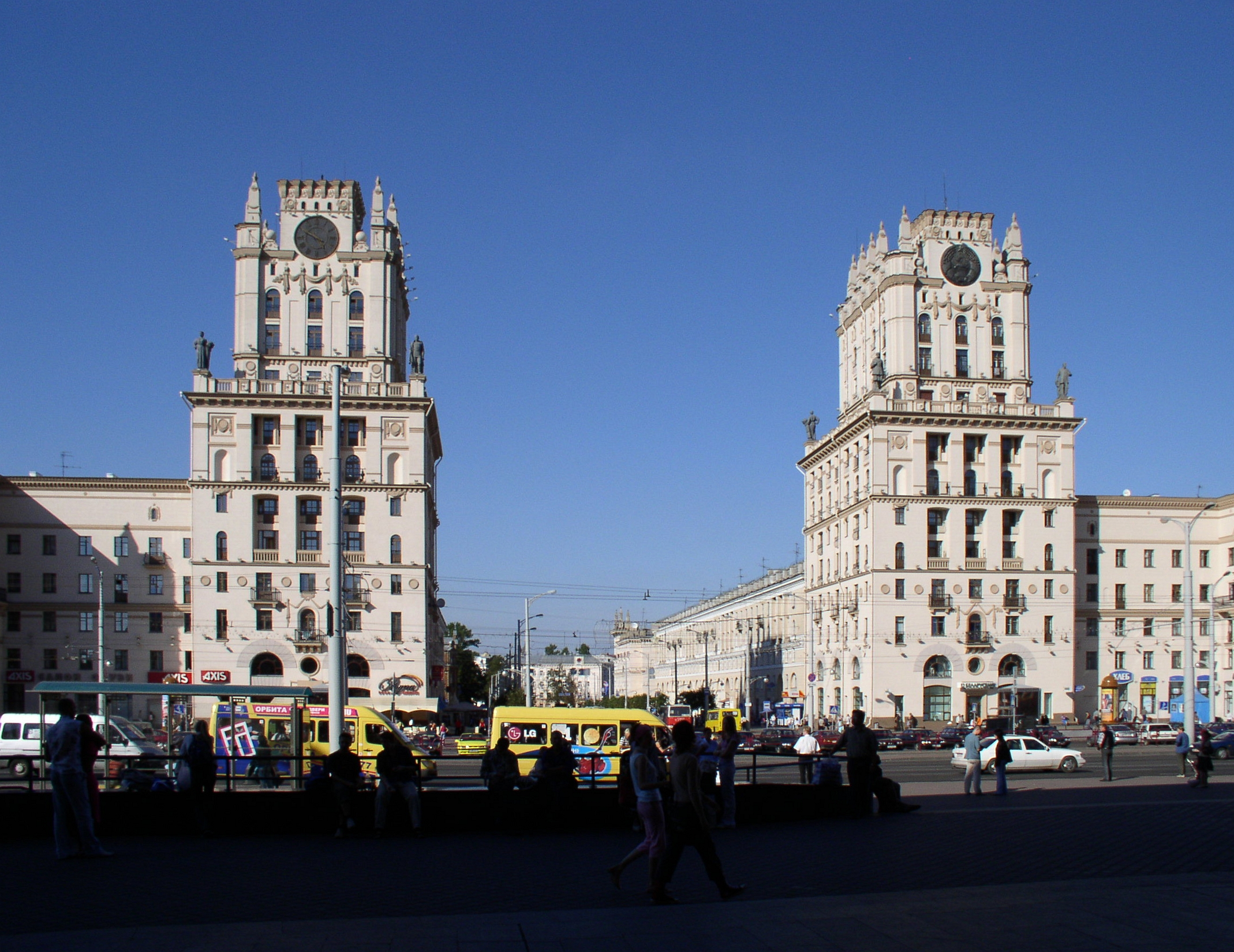
Plaza de la Estación Central de Minsk (1947-1952), de Boris Rubanenko
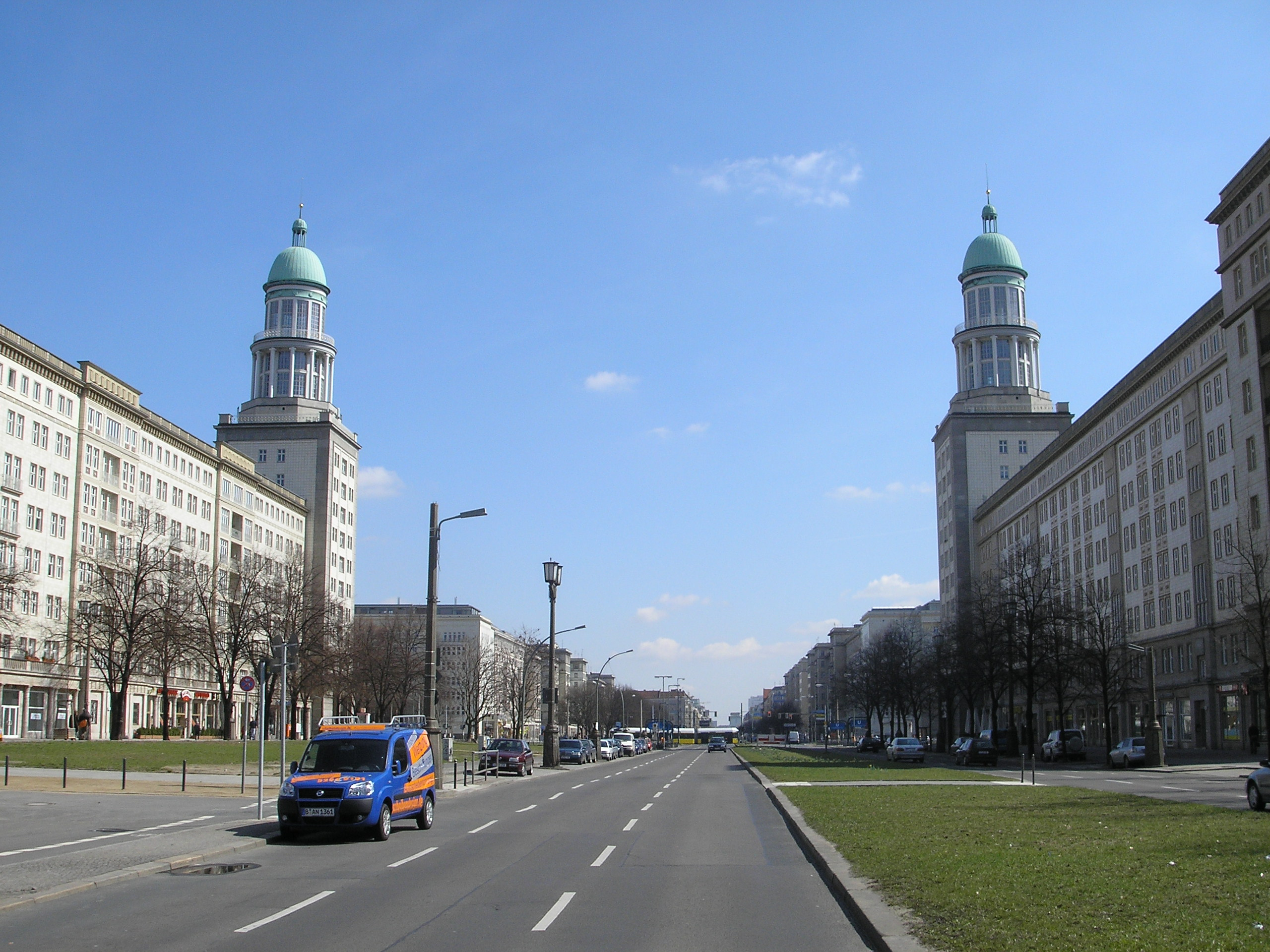
Frankfurter Tor, Berlín (1953-1956), de Hermann Henselmann
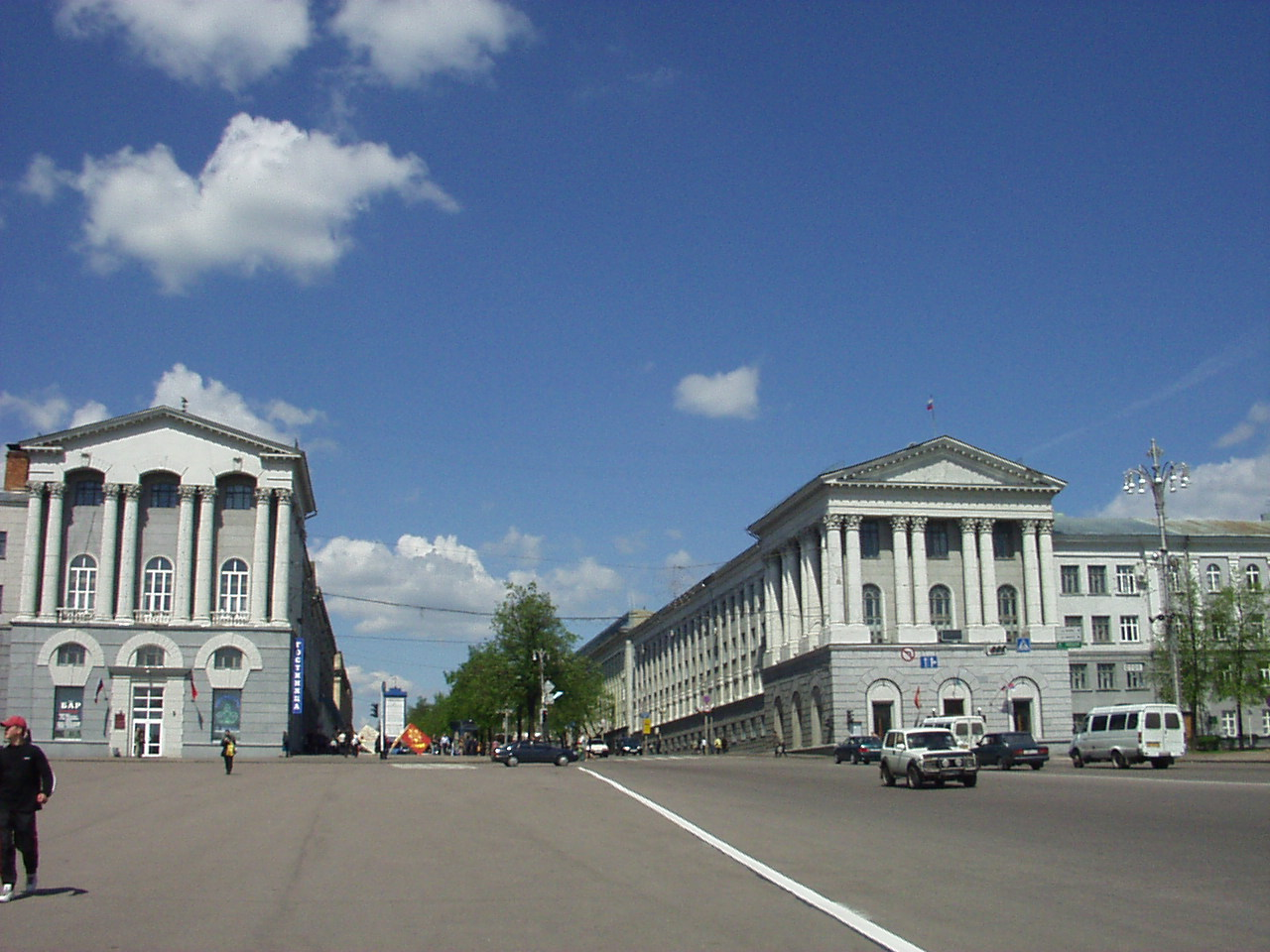
Plaza Roja de Kursk
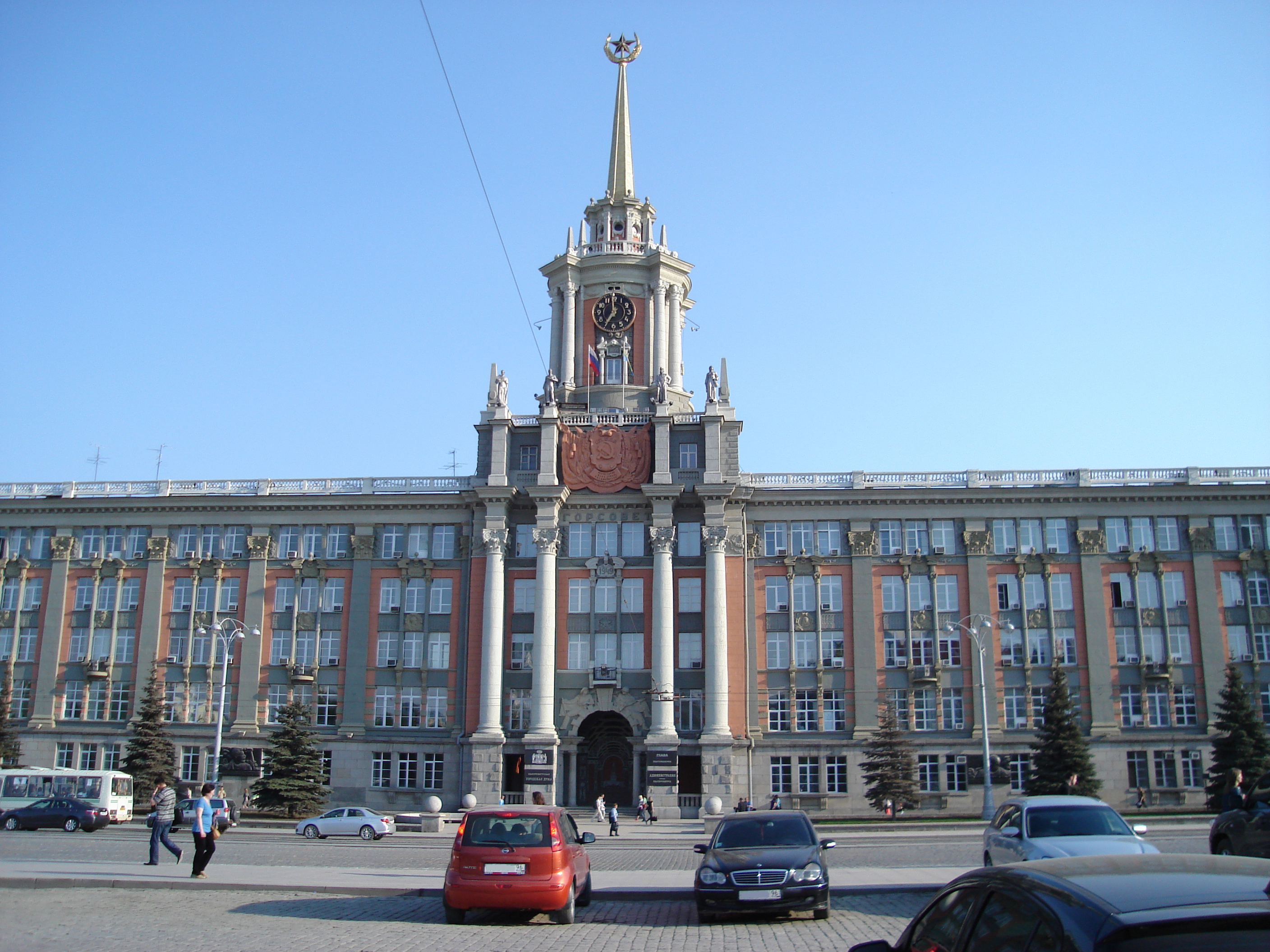
La Duma de Ekaterinburgo (rec. 1947-1954)

### Los rascacielos de Stalin
Los conocidos como Rascacielos de Stalin (en ruso: Сталинские высотки, Stálinskie Vysotki), son un grupo de siete rascacielos de Moscú diseñados en la época estalinista. El apodo en inglés para estos rascacielos es las "Siete Hermanas". Fueron construidos oficialmente desde 1947 hasta 1953, en una compleja combinación de estilos barroco ruso y gótico con la misma tecnología contemporánea utilizada en la construcción de los rascacielos en Estados Unidos.
Los siete edificios son: Hotel Ukraina, los Apartamentos del Malecón Kotélnicheskaya, el edificio de la Plaza Kúdrinskaya, Hotel Leningrádskaya, el Ministerio de Asuntos Exteriores, el edificio principal de la Universidad Estatal de Moscú, y el Edificio Administrativo Puertas Rojas.

Las siete hermanas
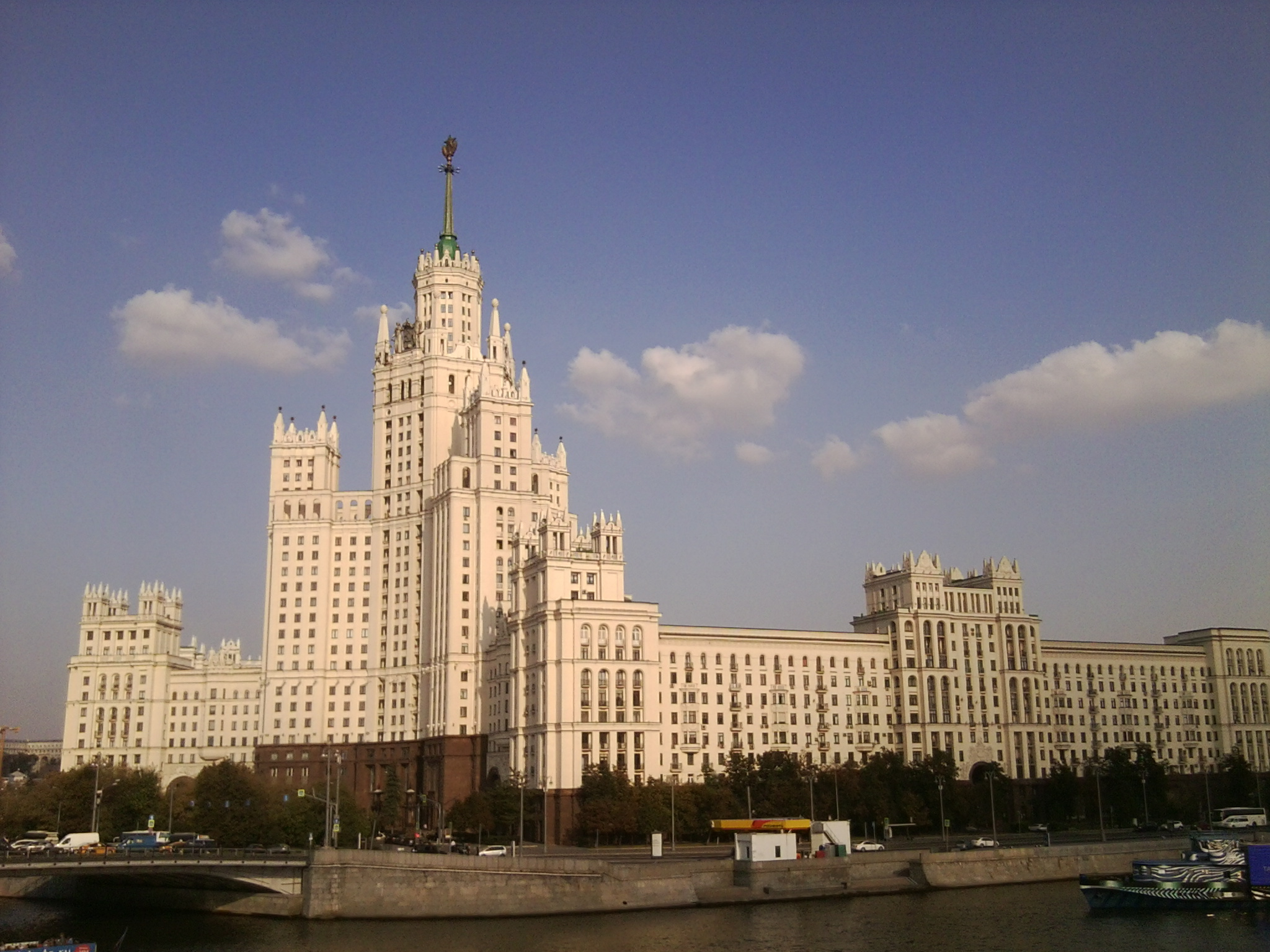
Edificio de Kotelnicheskaya Naberezhnaya (1947-1952), de Dmitry Čečulin y Andrei Rostkovsky
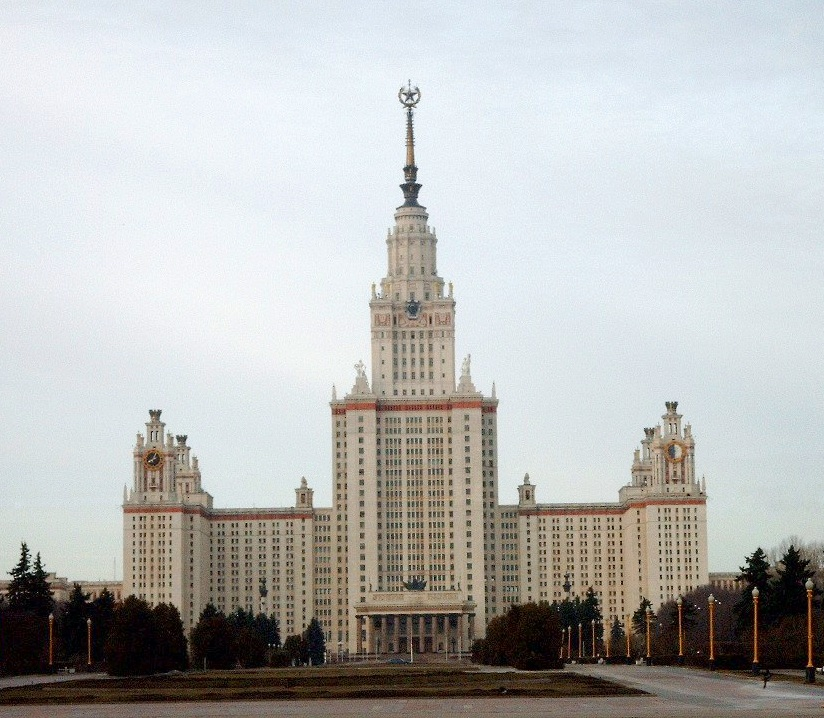
Universidad Estatal de Moscú (1949-1953), obra de Lev Rúdnev
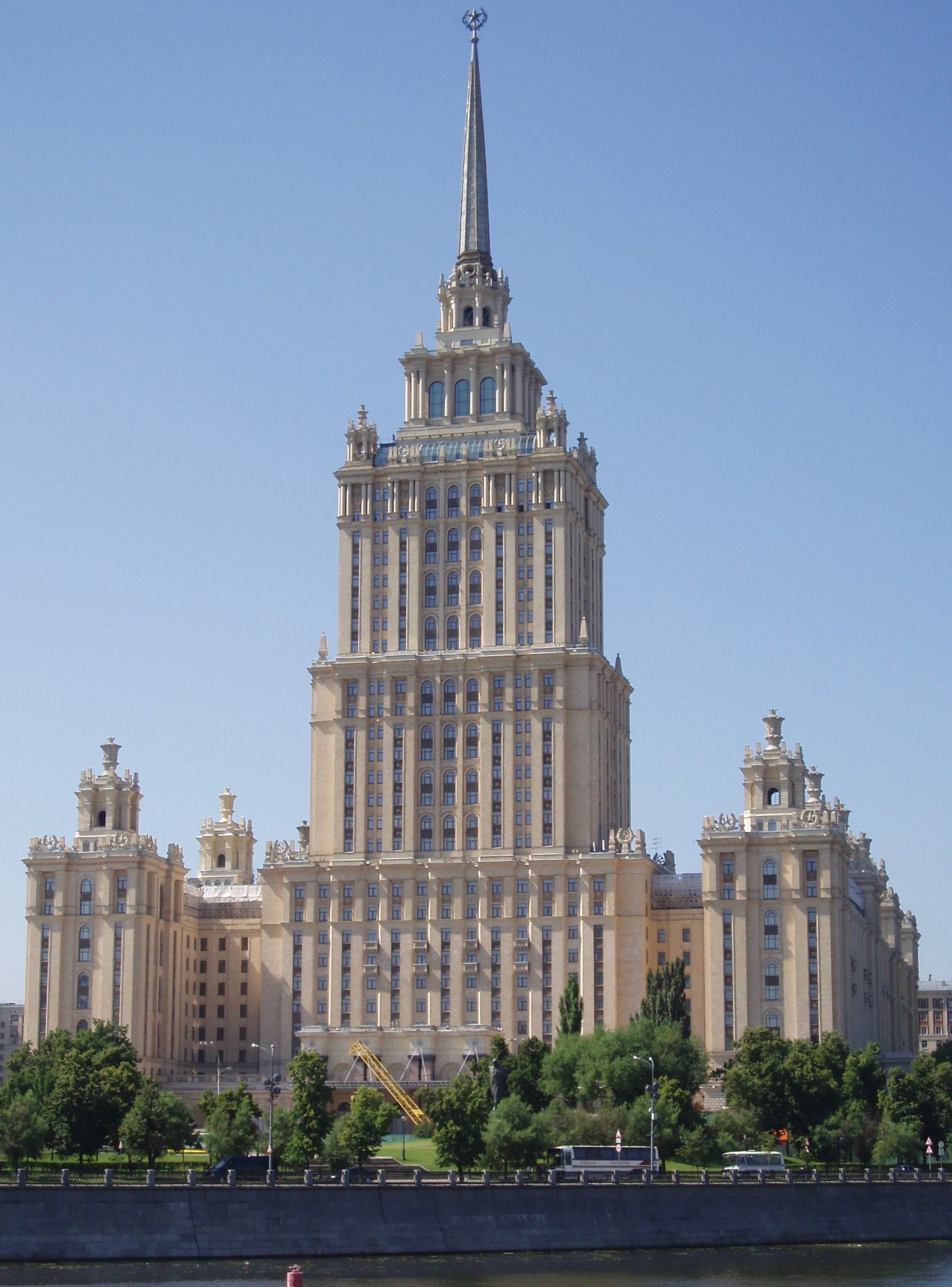
Hotel Ucrania (1953-1957), de Arkady Mordvinov y Vyacheslav Oltarzhevsky
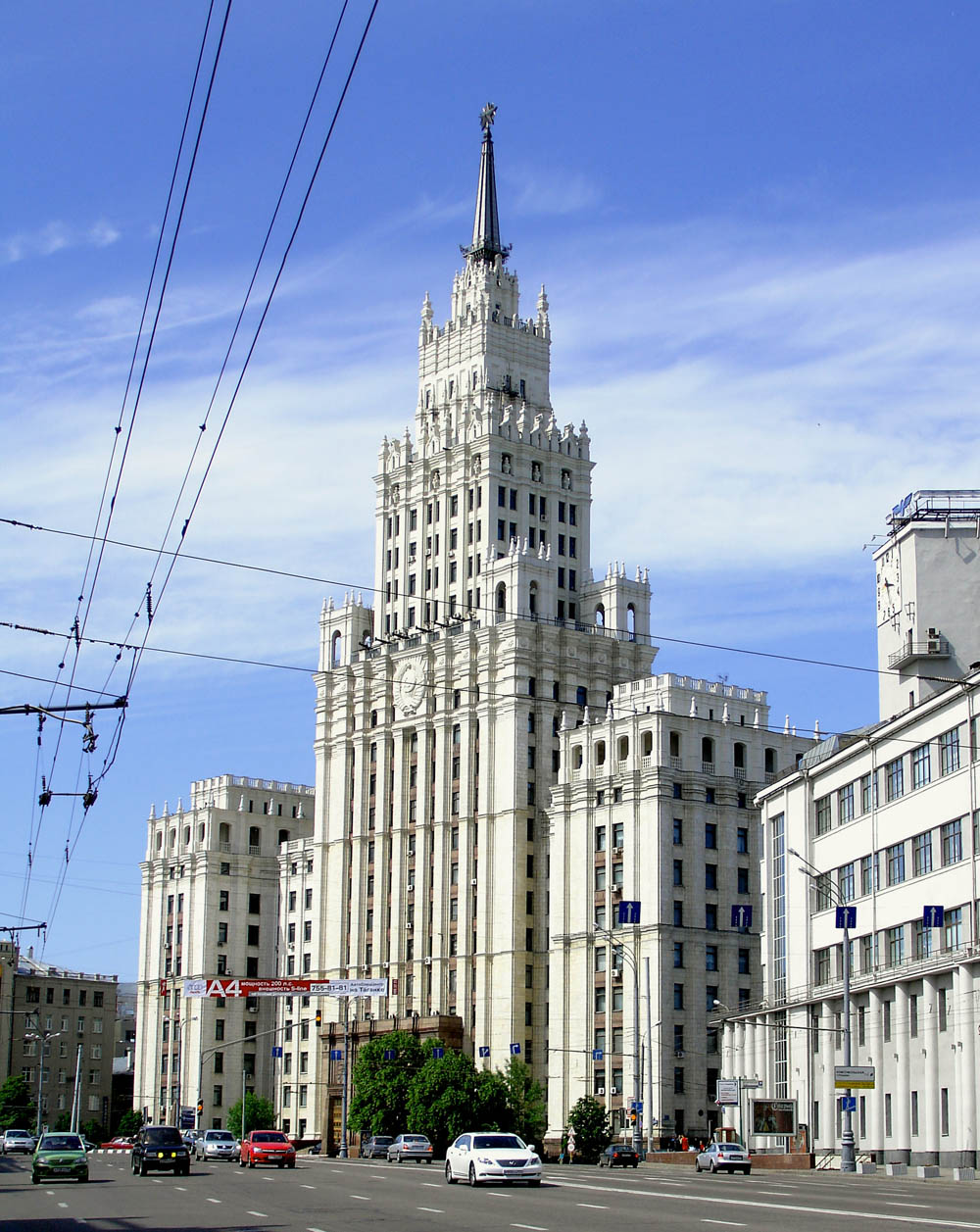
Torre del ministero de la Industria Pesada (1947-1953)
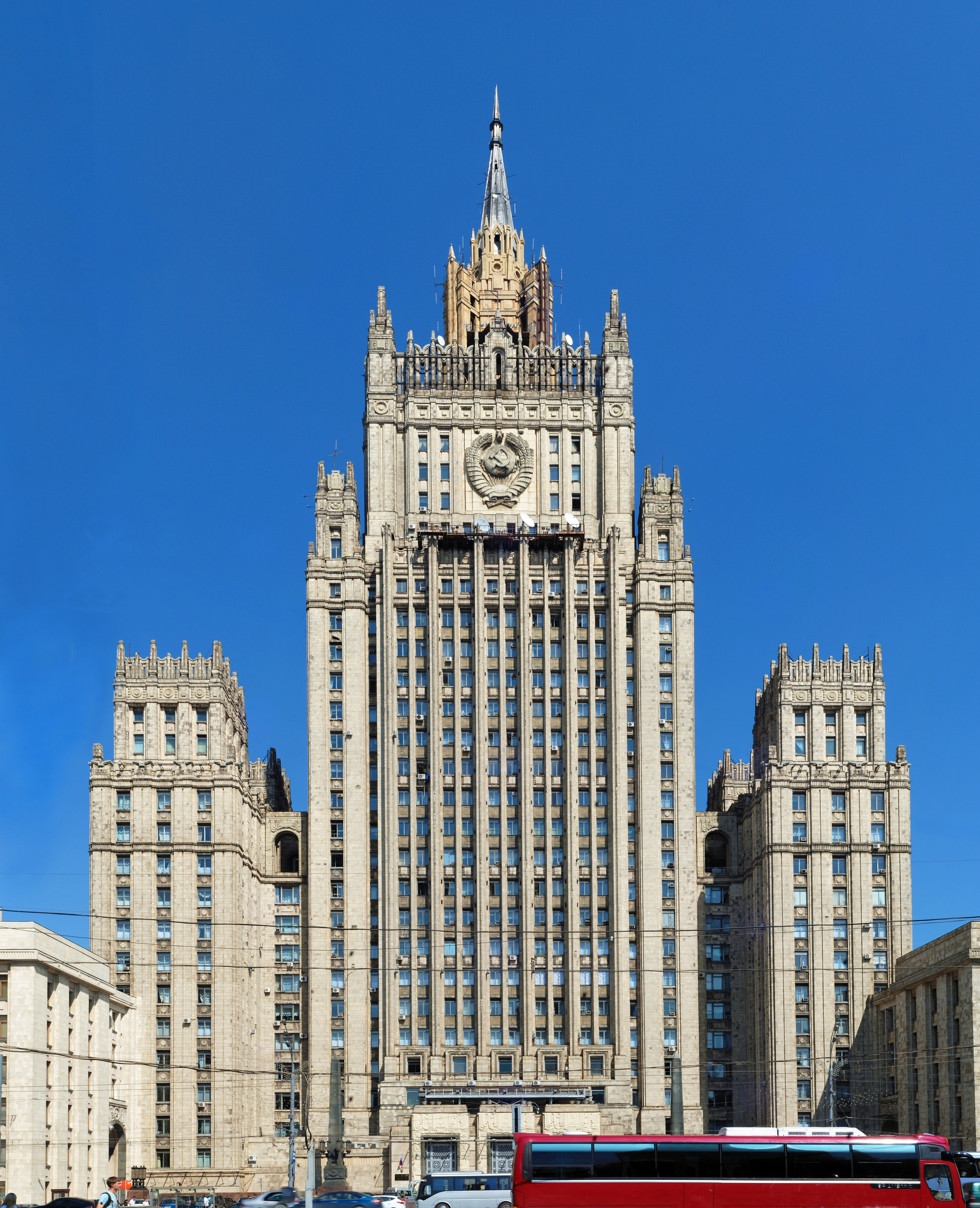
Edificio principal del Ministerio de Asuntos Exteriores de Rusia (1948-1953)
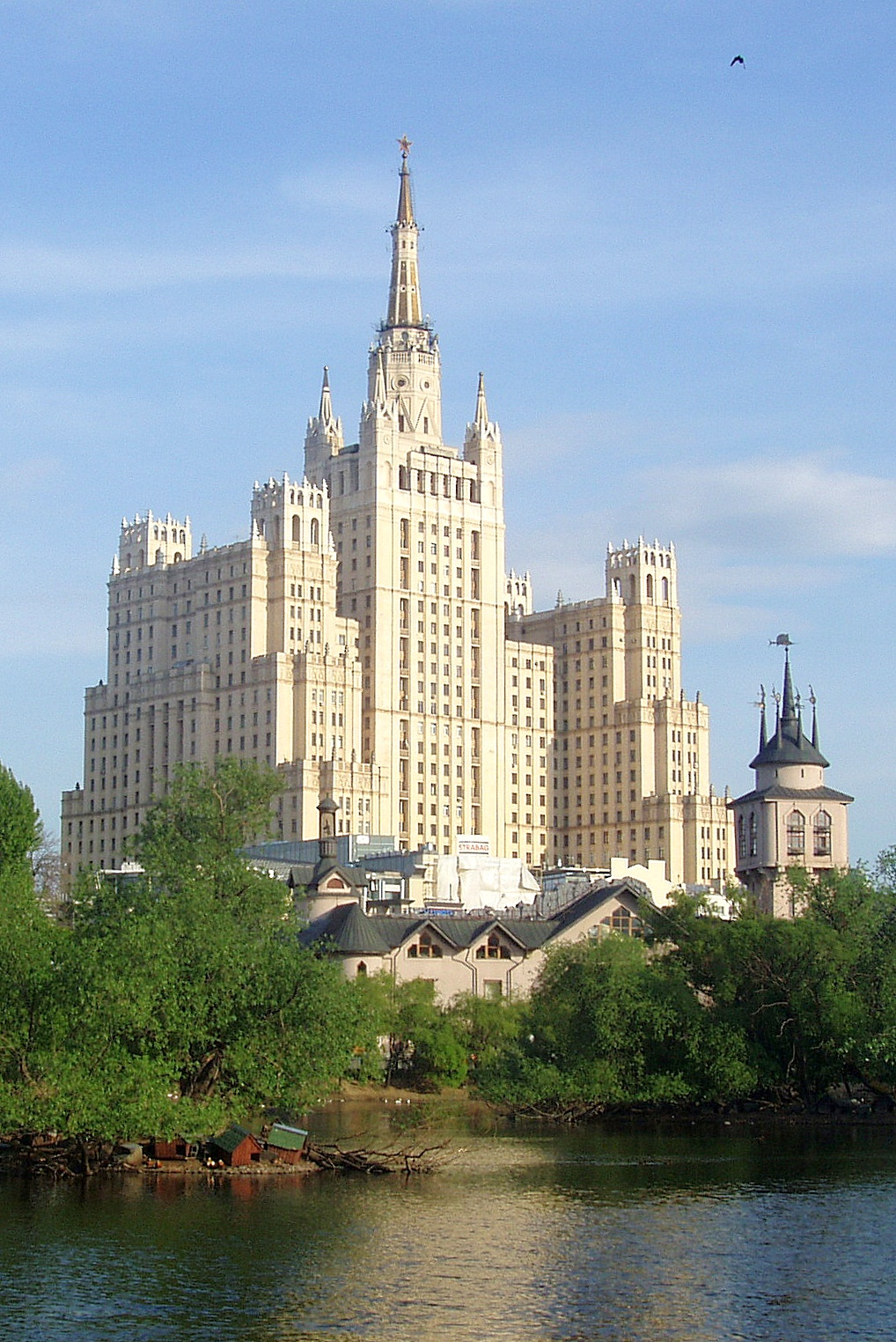
Edificio de la plaza Kudrinskaya (1948-1954)
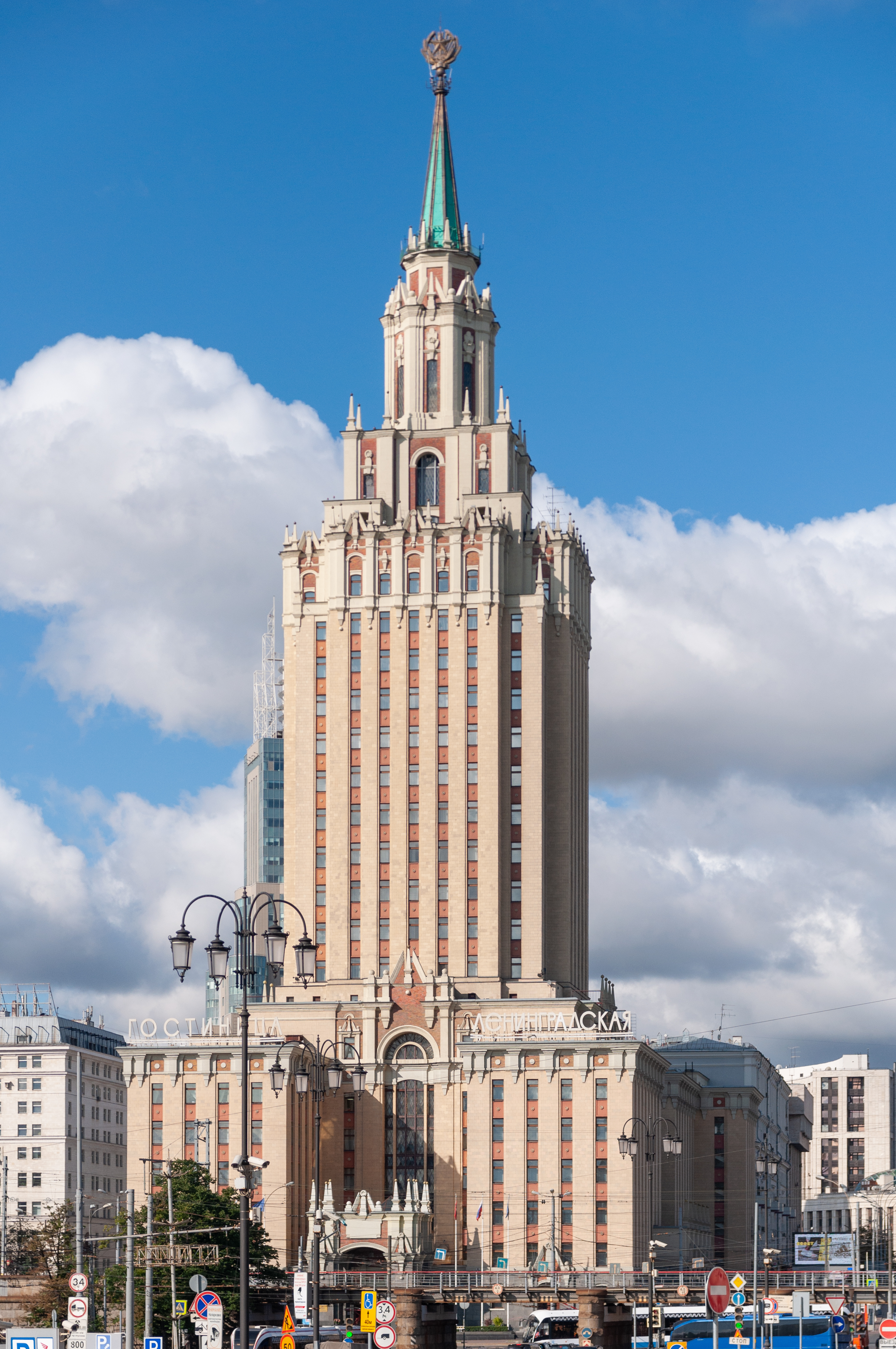
Hotel Leningrado  (1949-1954)

### Avenida de la Independencia en Minsk (1944-1959)

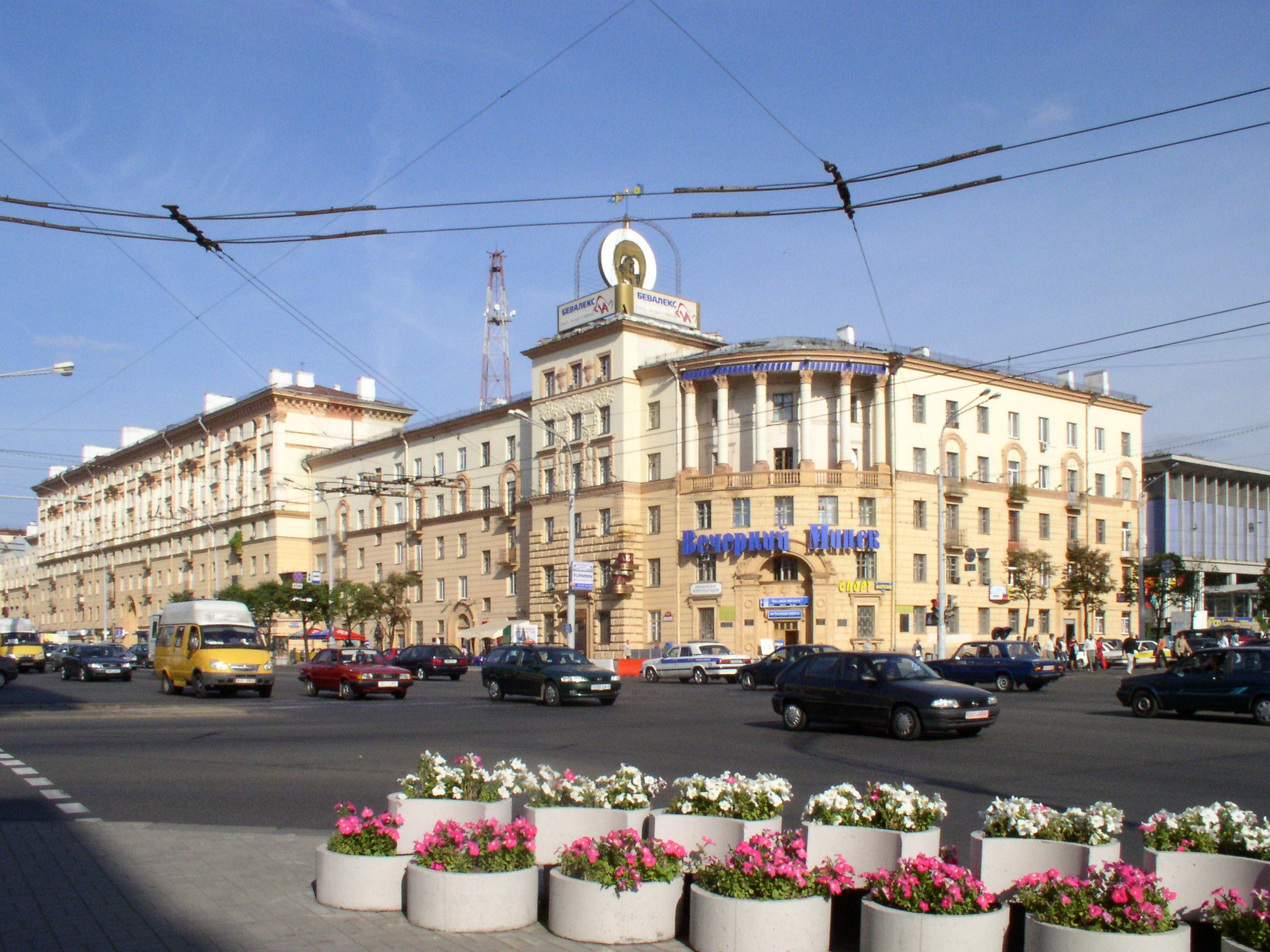
Avenida de la independencia en Minsk

El conjunto arquitectónico urbano de la avenida Nezalezhnastci en Minsk es un ejemplo del enfoque integrado en la organización del entorno de una ciudad al combinar armoniosamente sus monumentos arquitectónicos, la estructura de planificación, el paisaje y los lugares de vegetación natural o artificial. El Conjunto fue construido durante los quince años posteriores a la Segunda Guerra Mundial. Su longitud es de 2900 metros. El ancho de la carretera, incluidas las aceras, varía de 42 a 48 metros.
El trabajo sobre el trazado general de la antigua calle Sovietskaya comenzó en 1944, poco después de la liberación de Minsk de las tropas nazis. Los principales arquitectos de Moscú y Minsk participaron en el proyecto. En 1947, como resultado de la competencia, el proyecto que se había desarrollado con la supervisión del académico de arquitectura M. Parusnikov, fue seleccionado para la implementación.
El plan de proyecto del conjunto Nezalezhnastci Avenue es un buen ejemplo. El diseño proporcionó las características principales del conjunto urbanístico: la longitud de las fachadas de los edificios, sus siluetas, las principales divisiones y el patrón arquitectónico general. El plan de construcción integrado se basó en el alojamiento de ideas innovadoras con arquitectura clásica. Los edificios y las zonas de parques antes de la guerra se incorporaron al conjunto arquitectónico.
En la actualidad, los edificios que forman el conjunto de la Avenida Nezalezhnastci están inscritos en la Lista Estatal de Valores Históricos y Culturales de la República de Bielorrusia. El conjunto arquitectónico en sí, con sus edificios y estructuras, el diseño y el paisaje está protegido por el estado e inscrito en la Lista como un complejo de valores históricos y culturales. En 1968 se introdujo un Premio Nacional de Arquitectura que fue ganado por un equipo de arquitectos que representaba a las escuelas de arquitectura de Moscú y Minsk (M.Parusnikov, G.Badanov, I.Barsch, S.Botkovsky, A.Voinov, V.Korol)., S.Musinsky, G.Sisoev, N.Trachtenberg y N.Shpigelman) para el diseño y la construcción del conjunto Nezaleznosci Avenue.
Los más famosos conjuntos Arquitectónicos estalinistas en Minsk también están en la calle Lenina, Calle Kamsamolskaya, Kamunistychnaya calle, plaza Pryvakzalnaya y otros.

### Reconstrucción de Kiev (1944-1955)
El centro de Kiev fue destruido durante la Segunda Guerra Mundial cuando el Ejército Rojo abandonó la ciudad y empleó explosivos remotos para detonar bombas y negarlas a las fuerzas alemanas. Después de la liberación de Kiev, las calles y las plazas de la ciudad fueron despejadas de las ruinas. Simbólicamente (como conmemoración de la Operación Barbarroja, la invasión alemana de la URSS) el 22 de junio de 1944, el Soviet de la ciudad organizó una competencia para arquitectos de Kiev y otros lugares de la república y del sindicato para desarrollar un nuevo proyecto para la reconstrucción completa de la ciudad central.

### Premio Stalin de 1949
El Premio Stalin del año 1949, anunciado en marzo de 1950, mostró una clara y actual división de la arquitectura estalinista: los edificios extravagantes y lujosos todavía fueron elogiados, pero también lo fueron los intentos de hacer que el estilo estalinista fuese asequible. El premio de 1949 fue otorgado exclusivamente a edificios de apartamentos finalizados, un signo de prioridad. También demuestra la estratificación de clases de los inquilinos elegibles de este momento. Tres edificios de Moscú recibieron premios:
- Zemlyanoy Val, 46-48 por Yevgeny Rybitsky supera en lujo exterior, incluso para los estándares de 1949. Además de las ventanas saledizas, tiene elaborados obeliscos en la azotea, pórticos y complejas cornisas. Aún más está escondido adentro. Fue construido para los principales funcionarios de MGB, con apartamentos de 200 metros y un patio seguro de 2 niveles. La fuerza de trabajo incluía prisioneros de guerra alemanes; el cableado, la plomería y los acabados utilizados eran materiales alemanes confiscados. En 1949, fue alabado, criticado en 1952, y en 1955 Jruschov lo condenó por "excesos particularmente grandes".
- Sadovo-Triumphalnaya, 4 por Rosenfeld y Suris tiene una calidad casi tan buena. Las paredes, cortadas profundamente por ventanales y cornisas horizontales, están acabadas en granito y terracota. La imagen en general es tan pesada, proyecta lujo tan efectivamente como el trabajo de Rybitsky. Una característica de diseño agradable es un segundo conjunto de escaleras para los sirvientes.
- Bolshaya Kaluzhskaya, 7 de Zholtovsky es uno de los primeros intentos reconocidos para disminuir los costos por unidad, al tiempo que mantiene los estándares estalinistas de calidad y tecnología de mampostería. Los apartamentos de dos habitaciones son pequeños para los estándares estalinistas, pero con mucho espacio de almacenamiento y un plano inteligente que desaconseja la conversión de unidades unifamiliares a kommunalka multifamiliares. Externamente, es una losa plana con decoraciones modestas basadas en el canon florentino de Zholtovsky; sin estatuas u obeliscos, sin ventanas en voladizo.

## Variedades regionales

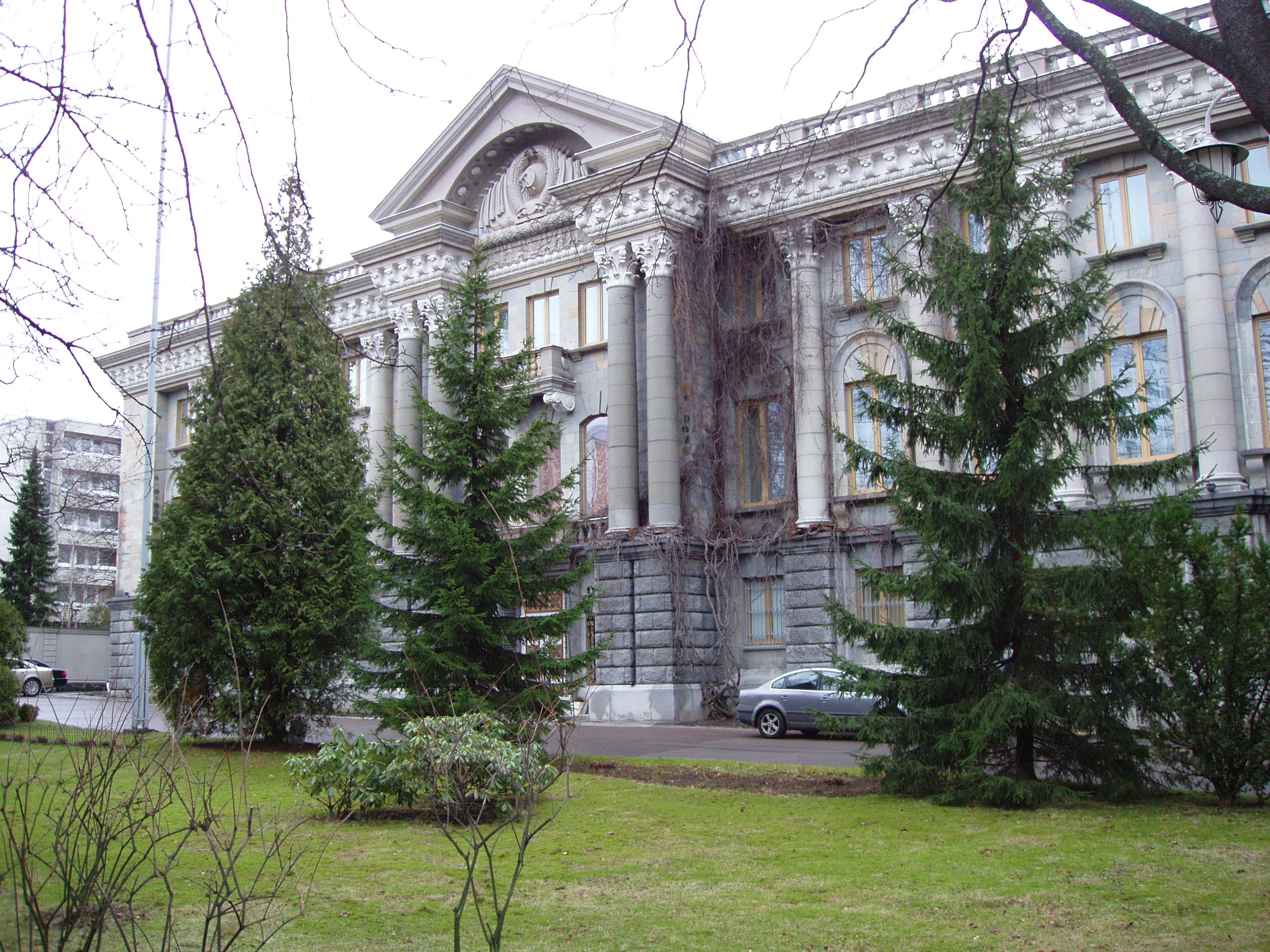
Embajada soviética (1952), Helsinki

Las repúblicas nacionales de la URSS tenían derecho a desarrollar sus propios estilos estalinistas, con más o menos libertad. Cuando las fuerzas locales no fueron suficientes, los arquitectos rusos fueron convocados (Shchusev diseñó un teatro de aspecto oriental en Taskent, etc.). Alexander Tamanian, designado como el principal arquitecto de Ereván, es en gran parte responsable de la variedad armenia de la arquitectura estalinista. La arquitectura estalinista fue, desde aproximadamente 1948 hasta 1956, empleada por el Bloque del Este de la posguerra 'Democracias populares', generalmente después de derrotar a la oposición modernista interna. Esto a veces mostraba ciertas influencias locales, aunque a menudo se consideraba una importación soviética.

### Polonia

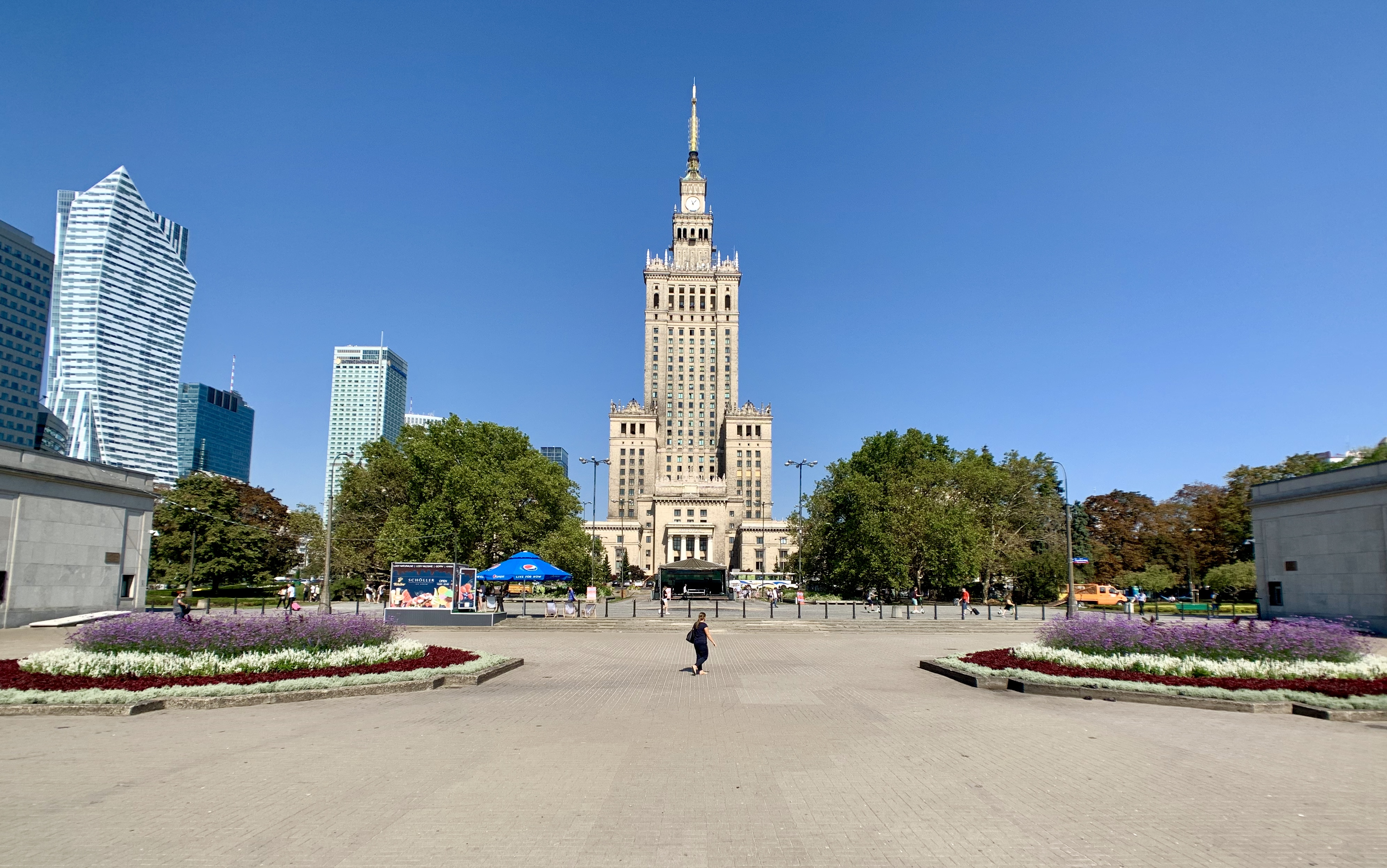
Palacio de la Cultura y la Ciencia (1952-1957) en Varsovia, apodado 'regalo del pueblo soviético', quizás el icono más controvertido de la arquitectura estalinista.

El Palacio de la Cultura y la Ciencia (1952-1957), fue un «regalo del pueblo soviético a la nación polaca», quizás la más polémica de las importaciones de la arquitectura estalinista. Fue obra del arquitecto soviético Lev Rudnev, . y se inspiró en los rascacielos de Moscú (conocidos fuera de Rusia como las «Siete Hermanas»), a su vez inspirados en los rascacielos art deco estadounidenses. Fue construido en 1952-1955 y entre 3500 y 5000 trabajadores de la Unión Soviética y alrededor de 4000 trabajadores polacos trabajaron en él. Arquitectónicamente, es una mezcla de realismo socialista e historicismo polaco. Considerando el soporte de antena, que es una parte integral de la aguja, tiene una altura de 237 metros —sigue siendo el séptimo edificio más alto de la Unión Europea— y domina totalmente la ciudad.
Sin embargo, un ejercicio anterior en Neoclasicismo fue el gran Boulevard MDM, que se desarrolló en paralelo con la fiel reconstrucción del centro del casco antiguo. MDM era una "magistral" estalinista típica, con el ancho generoso de la calle que a menudo se rumorea que es para los propósitos de los movimientos de los tanques. La ciudad planeada de Nowa Huta fuera de Cracovia también fue diseñada en estilo estalinista a fines de la década de 1940.

### Alemania del Este

Strausberger Platz, Berlín

Después de la victoria soviética, se construyeron varios monumentos de guerra grandiosos en Berlín, incluido uno en el Tiergarten y otro más grande en Treptow. El primer gran edificio estalinista en Alemania fue la embajada soviética en Unter den Linden. Esto fue inicialmente burlado por modernistas como Hermann Henselmann, y hasta alrededor de 1948, la planificación de la ciudad de Berlín Oriental (dirigida por Hans Scharoun) era modernista, como en los apartamentos con galerías que componen la primera parte de un planeado Stalinallee. Sin embargo, el gobierno condenó estos experimentos y adoptó el estilo ruso, y el resto del Stalinallee fue diseñado por Henselmann y ex modernistas como Richard Paulick en lo que se apodó irrespetuosamente Zuckerbäckerstil ('estilo pastel de bodas'). Monumentos similares, aunque menos grandiosos, se diseñaron en otras ciudades, como Leipzig, Dresde, Magdeburgo, Rostock o la nueva ciudad de Stalinstadt.

### Rumania, Bulgaria, Albania, Eslovaquia, Hungría y Letonia

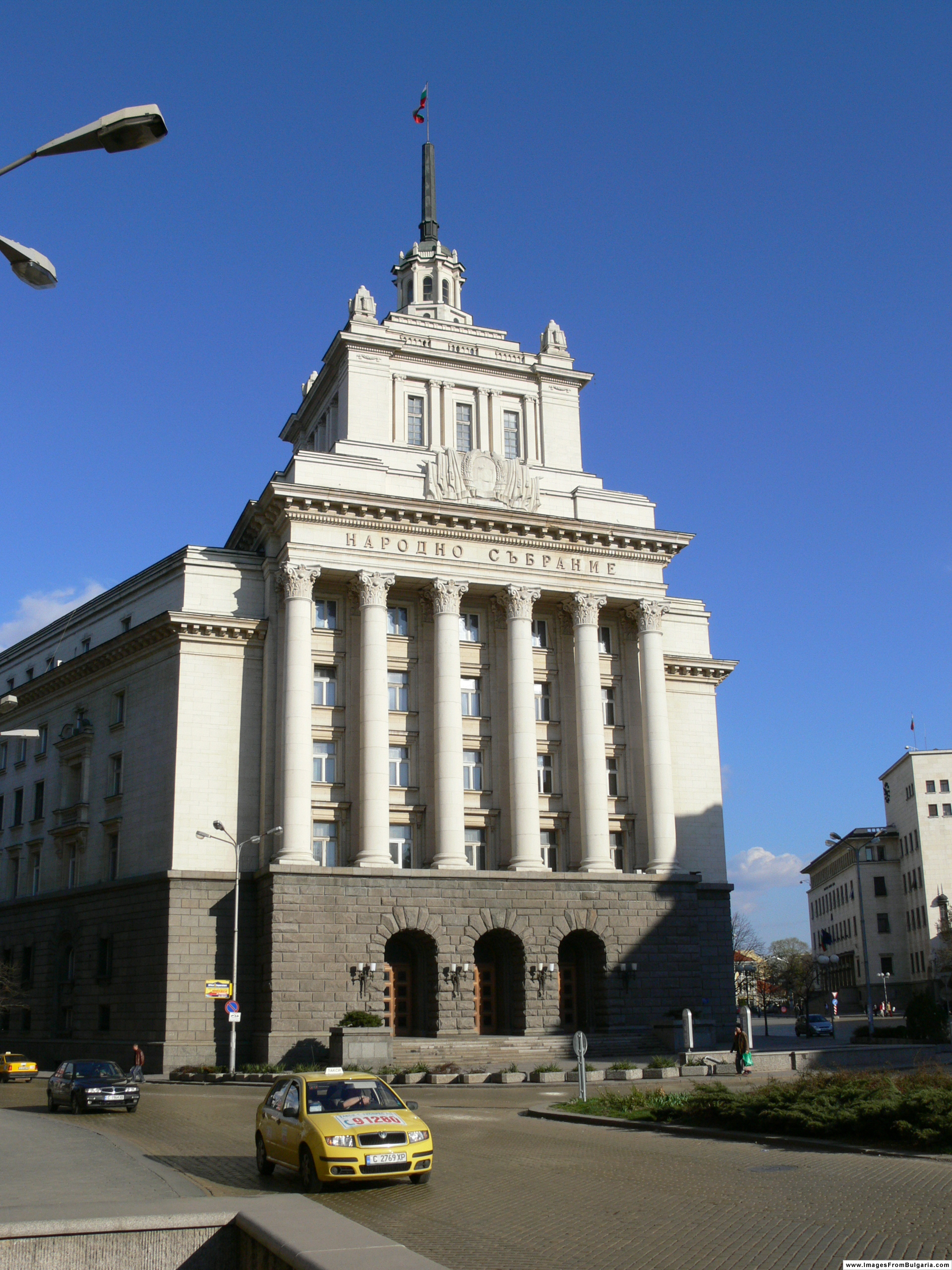
Antigua sede del Partido, Sofía, Bulgaria.

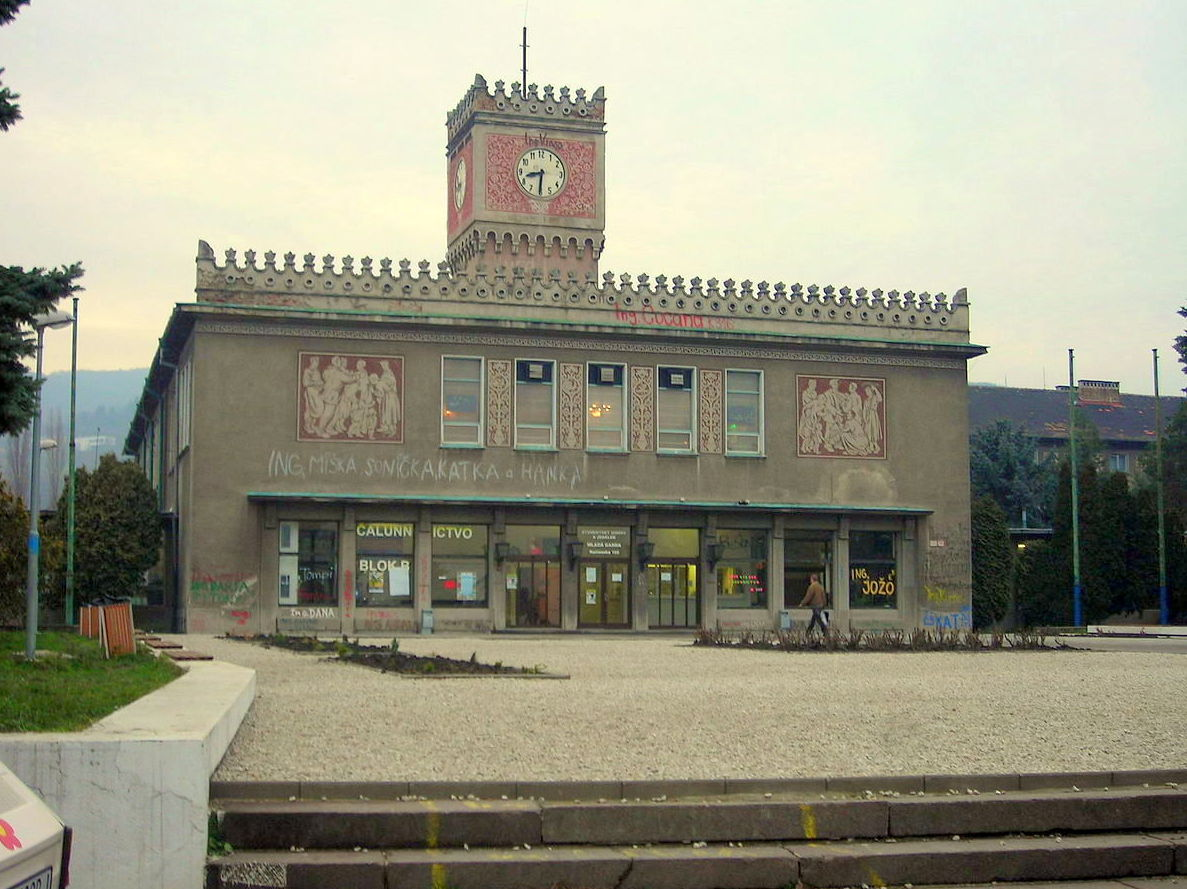
Dormitorio estudiantil "Mladá garda" en Bratislava (Eslovaquia), construido en 1951-55.

Los edificios centrales construidos al estilo estalinista también incluyeron la Casa Scânteii en Rumania y el complejo de Largo, Sofía, en Bulgaria. Estos fueron todos los proyectos anteriores a 1953, incluso si algunos se terminaron después de la muerte de Stalin. En 1957 se inauguró el Hotel Družba en Checoslovaquia. Un ejemplo en Albania es el antiguo Estudio de cine de Albania en Tirana. En Hungría se adoptó un estilo estalinista para la nueva ciudad de Sztálinváros y muchos otros proyectos de vivienda, gobierno e infraestructura durante la década de 1950. Como en la URSS, el modernismo regresó en gran parte de Europa del Este después de mediados de la década de 1950, aunque en los regímenes más autoritarios tuvieron lugar excepciones: el enorme Palacio del Parlamento en Bucarest es un ejemplo muy tardío de neoclasicismo, comenzado tan tarde como 1984 y finalizado en 1990, poco después del final del régimen de Nicolae Ceauşescu en 1989. Letonia tiene en Riga al edificio de la Academia de Ciencias de Letonia, también conocido como el pastel de cumpleaños de Stalin.

### Otras áreas
En Asia Oriental, algunos ejemplos se pueden encontrar en Corea del Norte y China, como el Centro de Exposiciones de Pekín, el Centro de Exposiciones de Shanghái, originalmente construido como el Palacio de la Amistad Sino-Soviética, y el restaurante "Moscú" en Beijing. También pueden encontrase ejemplos en Ulán Bator, Mongolia. Los estilos estalinistas se utilizaron para el diseño de embajadas soviéticas fuera del Bloque del Este, especialmente la embajada en Helsinki (1952), Finlandia y en Berlín, Alemania. El edificio, diseñado por el arquitecto E. S. Grebenshthikov, tiene cierto parecido con el Palacio de Buckingham en Londres; se dice que esto se debe al gusto del entonces ministro de relaciones exteriores soviético Vyacheslav Molotov por la residencia oficial del monarca británico.

## Intentos de disminuir los costes (1948-1955)
Un cambio de la arquitectura estalinista al concreto prefabricado estándar generalmente se asocia con el reinado de Jrushchov y particularmente el decreto de noviembre de 1955 sobre la liquidación de los excesos ... (noviembre de 1955). De hecho, Khrushchev estuvo involucrado en una campaña de reducción de costos, pero comenzó en 1948, mientras Stalin estaba vivo. Una conversión a la construcción en masa es evidente en los edificios estalinistas de la economía como Bolshaya Kaluzhskaya de Zholtovsky, 7. Basados en la masonería, proporcionaron solo una ganancia marginal; tenía que haber una nueva tecnología. Durante 1948-1955, varias oficinas de arquitectura conducen un enorme estudio de factibilidad, diseñando y probando nuevas tecnologías.

### Experimento de marco y panel (1948-1952)
En 1947, el ingeniero Vitaly Lagutenko fue designado para dirigir el Buró de Construcción Industrial experimental, con el objetivo de estudiar y diseñar la tecnología de bajo costo adecuada para la construcción en masa rápida. Lagutenko destacó grandes paneles de hormigón prefabricado. Se unió a los arquitectos Mijaíl Posokhin (senior) y Ashot Mndoyants, y en 1948 este equipo construyó su primer edificio de concreto de marco y panel cerca de la actual estación de metro Polezhaevskaya. Cuatro edificios idénticos siguieron cerca; Se construyeron edificios similares durante 1949-1952 en todo el país. Este fue todavía un experimento, no respaldado por la capacidad industrial o los cronogramas de proyectos acelerados. Posokhin también ideó varias configuraciones pseudo-estalinistas de los mismos bloques de construcción, con excesos decorativos; Estos no fueron implementados. Los marcos de concreto se volvieron comunes para la construcción industrial, pero demasiado caros para las viviendas en masa.

### Conferencia de Moscú (enero de 1951)
No se sabe con seguridad qué líder del Partido inició personalmente el impulso para reducir los costos. La necesidad era inminente. Lo que se sabe es que en enero de 1951, Jrushchev, entonces jefe de la fiesta de la ciudad de Moscú, organizó una conferencia profesional sobre problemas de construcción. La conferencia decretó una transición a piezas de hormigón de gran tamaño hechas en plantas, construyendo nuevas plantas para concreto prefabricado y otros materiales, y reemplazando la tecnología de mampostería húmeda con un ensamblaje rápido de elementos prefabricados. La industria aún tenía que decidir: ¿deberían usar paneles grandes o de mayor altura, o paneles más pequeños, o tal vez paneles de dos pisos, como lo intentó Lagutenko en Kuzminki ? Se estableció tecnología básica, continuaron los estudios de factibilidad. Un año más tarde, esta XIX línea de acción, el establecimiento de plantas de hormigón prefabricadas, se convirtió en ley en el XIX Congreso del Partido, al que asistió Stalin. Los principales edificios públicos y viviendas de élite no se vieron afectados todavía.

### Plaza de Peschanaya (1951-1955)

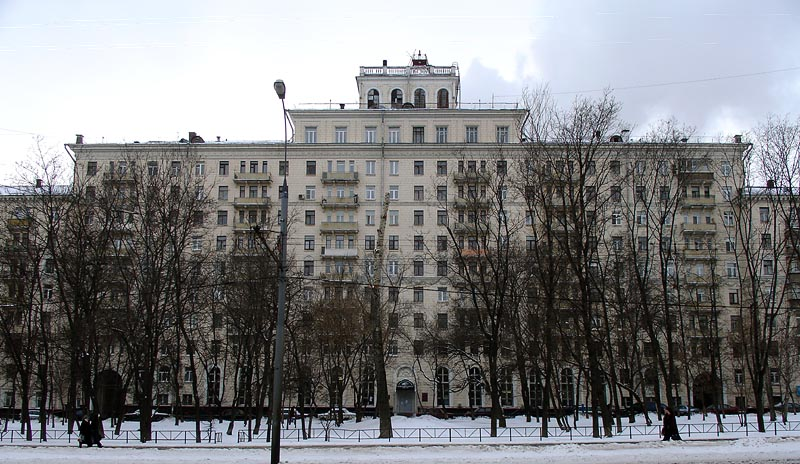
Proyecto de la calle Peschanaya de Rosenfeld, Moscú, 1951–1955. Albañilería, con detalles exteriores prefabricados de hormigón.

Un tipo diferente de experimento se refería a la mejora de la gestión del proyecto, pasando de una escala de proyecto de un solo edificio a una de varios bloques. Esto se probó en el desarrollo de la Plaza Peschanaya (un territorio al norte del bloque Posokhin-Lagutenko de 1948). Utilizando el método de flujo de equipos móviles a través de una secuencia de edificios en diferentes etapas de finalización y una aplicación moderada de concreto prefabricado en la mampostería tradicional, los constructores lograron completar los edificios típicos de 7 pisos en 5 a 6 meses. En lugar de estuco húmedo (que causó al menos dos meses de retraso), estos edificios están terminados con ladrillos abiertos en el exterior y un panel de yeso en el interior; y desde una consideración de calidad de vida, estos son verdaderos, y los últimos, edificios estalinistas.

## El fin de la arquitectura estalinista (noviembre de 1955)
Cuando Stalin estaba vivo, el imperio de lujo y la construcción en masa coexistían; la aprobación de Lagutenko no significó la desaparición de Rybitsky. Cambió en noviembre de 1954, cuando los críticos criticaron abiertamente los excesos y la voluntad de construir edificios de 10 a 14 pisos, la propia voluntad de Stalin; según Khmelnitsky, esto debe haber sido iniciado personalmente por Khrushchev. A lo largo del año siguiente, la campaña creció y preparó al público para acabar con el estalinismo.
El decreto sobre la liquidación de excesos ... (4 de noviembre de 1955) proporciona algunos datos sobre el costo de los excesos estalinistas, que se estiman entre el 30 y el 33% de los costos totales. Ciertamente, estos ejemplos fueron seleccionados cuidadosamente, pero son razonables. Alexey Dushkin y Yevgeny Rybitsky recibieron críticas especiales por los costos excesivos y los lujosos planos de planta; Rybitsky y Polyakov fueron privados de sus premios Stalin. Esto fue seguido con órdenes específicas para desarrollar diseños estandarizados e instalar un Instituto de Edificios Estandarizados en lugar de la Academia anterior.
La arquitectura estalinista agonizó por cinco años más: el trabajo en edificios antiguos ya no era una prioridad. Algunos fueron rediseñados; Algunos, estructuralmente completos, perdieron los excesos. La historia terminó con la finalización del Hotel Ukrayina (Kiev) en 1961.
El majestuoso Stalinallee en Berlín, también completado en 1961, fue concebido en 1952 y no tenía mucho que perder: la escala y la mayor parte de estos edificios son definitivamente estalinistas, pero los acabados modestos son similares al Jugendstil y al Neoclasicismo prusiano. La calle se extendería más tarde en un estilo de estilo internacional y se llamaría Karl-Marx-Allee.

## Legado y avivamiento
Ciertos edificios de la era de Brezhnev, en particular la "Casa Blanca de Rusia", se pueden rastrear al legado de Stalin, mientras que el régimen neosestalinista en Rumania produjo un vasto y tardío ejemplo del estilo en su Palacio del Parlamento, que se inició en 1984. Las recreaciones deliberadas de su estilo han aparecido en Moscú desde 1996, ya sea como vecindarios de la época o como desarrollos individuales. Algunos están influenciados por el Neoclasicismo puro o el art déco; con algunas excepciones, su calidad arquitectónica y función en el desarrollo urbano se disputa. Ejemplos de los menos controvertidos son:
- El Triumph-Palace en Moscú es uno de los edificios más prominentes, con una silueta idéntica a las construcciones estalinistas.
- Corte romana (Римский Двор, 2005) de Mijaíl Filippov; probablemente mejor clasificado como neoclásico, pero relacionado con los primeros edificios estalinistas.[36]
- La torre GALS (Cистема ГАЛС, 2001), realizada por un equipo de arquitectos del Taller 14, llena un vacío entre los edificios de la época media de Tverskaya. No pretende dominar el vecindario, solo marca la esquina de un bloque. A pesar de las citas mixtas de Art Nouveau y art déco, se combina bien con el entorno de la calle Tverskaya[37]
- Preobrazhenskaya Zastava (Преображенская Застава, 2003) es un bloque completo (308 apartamentos y tiendas minoristas) diseñado a principios de la década de 1930 con un estilo similar a las adaptaciones de art déco de Iofan y Vladimirov. Un ejemplo inusual que en realidad parece una pieza de época, no una réplica moderna.